# Alsleben (Saale)

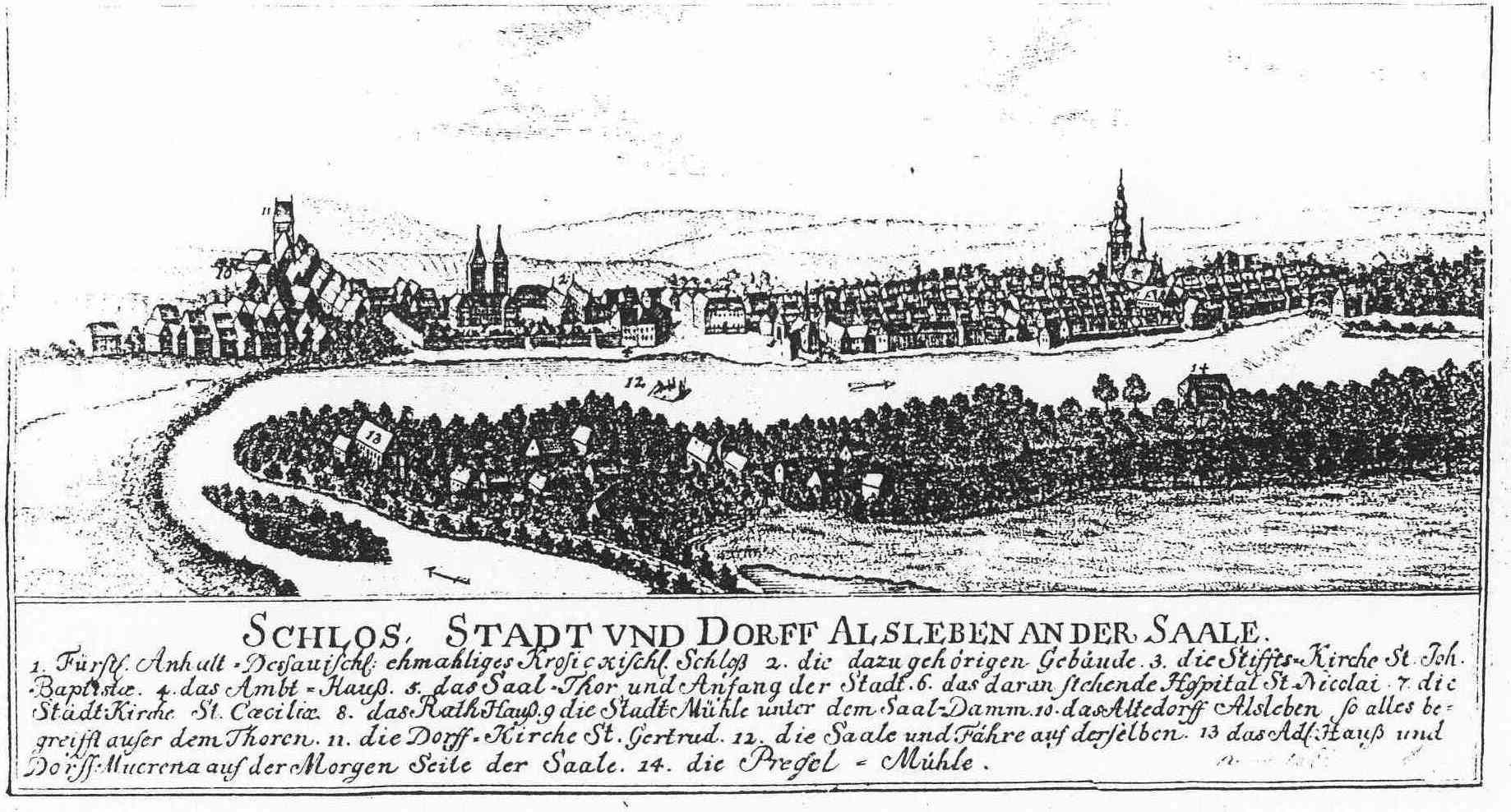
Kupferstich „Schlos, Stadt und Dorff Alsleben an der Saale“ von Dreyhaupt, 1750

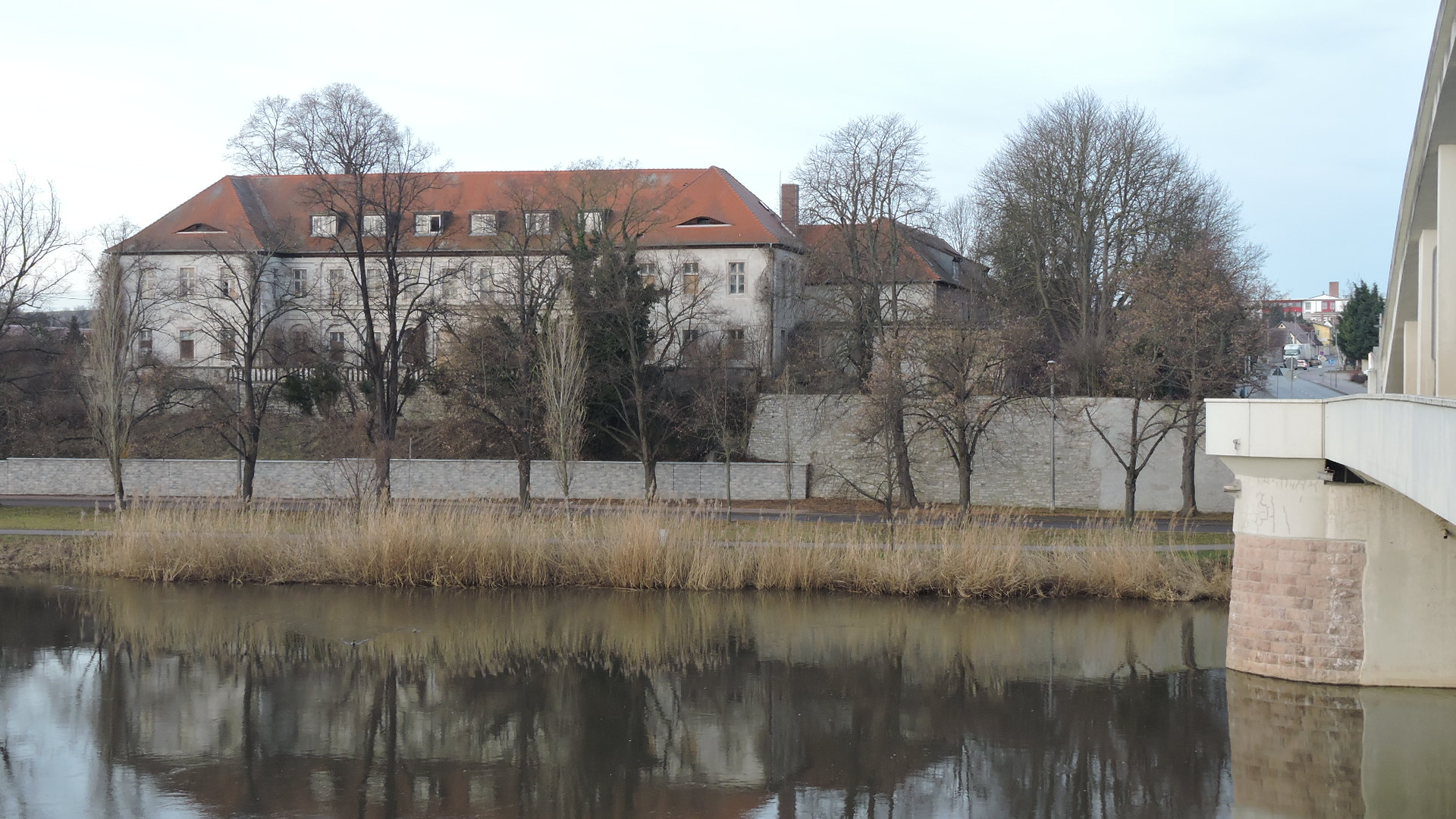
Schloss Alsleben, erbaut 1689, ehemals Adelsgeschlecht von Krosigk

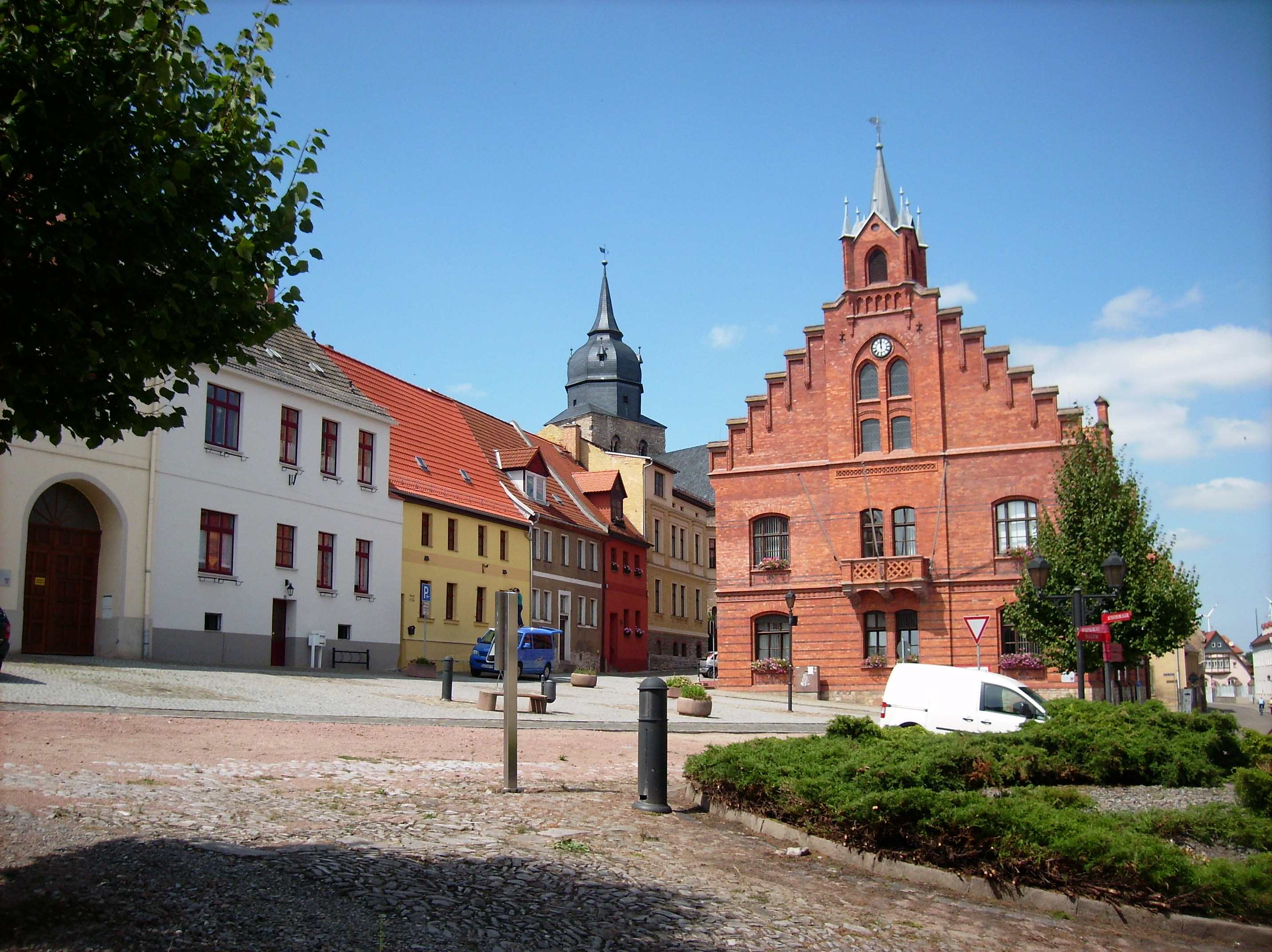
Rathaus mit Markt (erbaut 1879/80 als drittes Rathaus), links Turmspitze der Stadtkirche, verdeckt durch ehemaliges Pfarrhaus als gelber Klinkerbau an der Ecke

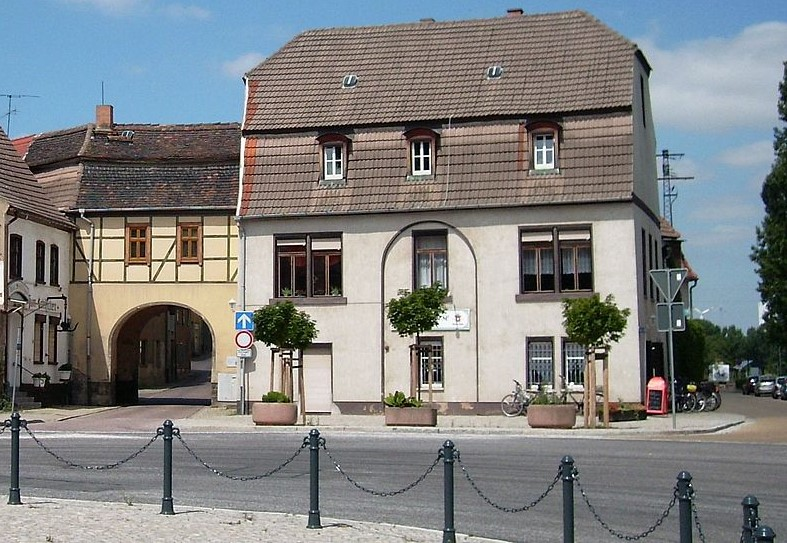
Saaltor Alsleben

Alsleben (Saale) (Ausspracheⓘ) ist eine Stadt in der Verbandsgemeinde Saale-Wipper im Salzlandkreis in Sachsen-Anhalt.

## Geografie
Die Stadt liegt am Westufer der unteren Saale, 51 Kilometer vor deren Mündung in die Elbe. Westlich von Alsleben steigt das Gelände allmählich an und geht in die Vorberge des Unterharzes über. Im Norden beginnt die Magdeburger Börde, ein flachwelliges, landwirtschaftlich intensiv genutztes Gebiet. Östlich und südöstlich von Alsleben schließt sich hügeliges Gelände links und rechts der Saale an. Die Stadt liegt im Naturpark Unteres Saaletal. Umgeben wird Alsleben von den Nachbargemeinden Plötzkau im Norden, Könnern im Osten und Süden sowie Aschersleben im Westen.

## Geschichte
Alsleben (historisch manchmal auch: Alschleben) wurde schon früh besiedelt und diente als Grenzburg gegen die Sorben. In deren Nähe befand sich das Dorf Alt-Alsleben und eine zweite Siedlung, aus der sich die spätere Stadt entwickelte. Gero von Alsleben gründete im Jahr 979 ein vom Nienburger Mutterkloster abhängiges Benediktinerkloster, das dem Nienburger Annalista Saxo zufolge im Jahr 1104 abbrannte. Gero von Alsleben war vermutlich ein Verwandter des Markgrafen Gero. Burg und Siedlung Alsleben sind wahrscheinlich Anfang des 10. Jahrhunderts durch Schenkung von Otto I. in den Besitz des Grafen Gero gelangt.
Die reichsunmittelbare Grafschaft Alsleben regierte nach Geros Tod dessen Schwiegersohn Siegfried I. Nach dem Tod des letzten Grafen von Alsleben, Heinrich I. im Jahr 1126 kam die Grafschaft 1128 an das Erzstift Magdeburg. Durch den Erzbischof Günther II. von Schwarzburg wurde sie im Jahr 1438 an Karl von Krosigk verpfändet. 1479 erfolgte die Belehnung der Familie von Krosigk mit der Grafschaft.
Seit dem 12. Jahrhundert, spätestens seit 1479 verfügte Alsleben über Stadtrecht. Zur Stadtflur gehören die Wüstungen Börnicke, Drosine, Wirl und Bornstädt.
Mit dem Anfall des Erzstifts Magdeburg an Brandenburg-Preußen wurden 1680 die Kurfürsten von Brandenburg (ab 1701 Könige in/von Preußen) neue Landesherren des nun Herzogtum Magdeburg genannten Gebiets. Die Mediatstadt Alsleben gehörte zum Saalkreis.
Das Schloss in Alsleben ist eines der Wahrzeichen der Schifferstadt. Es wurde von Heinrich von Krosigk 1689 neu erbaut. Der Besitz der Familie von Krosigk kam 1747 durch Verkauf an Fürst Leopold von Anhalt-Dessau, ohne dass davon die preußische Landeshoheit berührt wurde. Der Herrschaftssitz blieb lange Zeit erhalten, war aber zu DDR-Zeiten eine FDGB-Gewerkschaftsschule. Nach der deutschen Wiedervereinigung blieb das Gebäude, von einem Bernburger Bauunternehmer käuflich erworben, bislang ungenutzt.
Unmittelbar neben der Stadt Alsleben gab es das gleichnamige Dorf, das auch das alte Dorf vor Alsleben oder Altdorf Alsleben genannt wurde. Zu diesem einstigen Pfarrdorf gehörte auch ein Rittergut bzw. ein Ökonomieamt des Herzogs von Anhalt-Dessau. Dem „Fürstlich Anhalt-Dessauischen Amt Alsleben“ mit Sitz im Dorf Alsleben gehörten die Gerichtsbarkeit über Stadt und Dorf Alsleben, über einen Gasthof in Mukrena sowie über einige Häuser in Alsleben an. Mit dem Frieden von Tilsit wurden Stadt und Dorf Alsleben im Jahr 1807 dem Königreich Westphalen angegliedert und dem Distrikt Halle im Departement der Saale zugeordnet. Die Orte kamen zum Kanton Alsleben. Nach der Niederlage Napoleons und dem Ende des Königreichs Westphalen befreiten die verbündeten Gegner Napoleons Anfang Oktober 1813 den Saalkreis.
Bei der politischen Neuordnung nach dem Wiener Kongress 1815 wurden Stadt und Dorf Alsleben im Jahr 1816 dem Regierungsbezirk Merseburg der preußischen Provinz Sachsen angeschlossen und dem Mansfelder Seekreis zugeordnet. 1822 hatte Alsleben 1474 Einwohner in 218 Häusern, das Dorf Alsleben 970 Einwohner in 146 Häusern. 1893/1895 wurden das Dorf Alt-Alsleben am Schlackenbach, der Schlossbezirk und die nördlich davon entwickelte Stadt zur Stadt Alsleben zusammengeführt.
Am 1. Juli 1950 erfolgte die Umgliederung vom Mansfelder Seekreis in den Landkreis Bernburg, der 1952 als Kreis Bernburg zum Bezirk Halle kam. Mit dem 1990 in Landkreis Bernburg umbenannten Kreis kam Alsleben im Jahr 2007 zum Salzlandkreis.
Seit 1993 ist Gnölbzig ein Ortsteil von Alsleben. Bis zum 31. Dezember 2004 gehörte Alsleben zur Verwaltungsgemeinschaft Alsleben, danach zur Verwaltungsgemeinschaft Saale-Wipper mit Verwaltungssitz in Güsten. Die Verwaltungsgemeinschaft wurde am 1. Januar 2010 durch die Verbandsgemeinde Saale-Wipper abgelöst, deren Sitz weiterhin in Güsten ist.
Von 1992 bis 2003 wurden im Stadtgebiet umfangreiche städtebauliche Sanierungsmaßnahmen durchgeführt, die im Auftrag der Stadt von der Sachsen-Anhaltinischen Landesentwicklungsgesellschaft (SALEG) betreut wurden. Außer Instandsetzungsmaßnahmen bei zahlreichen sanierungsbedürftigen Gebäuden wurde dabei insbesondere das frühere Stadtbild wiederhergestellt, wie zum Beispiel durch Rekonstruktion der Fassade des ehemaligen Hotelgebäudes Hotel Deutsches Haus am Markt gegenüber dem Rathaus.

## Politik

### Stadtrat
Die Stadtratswahl 2019 erbrachte folgende Sitzverteilung:
- CDU/FDP: 10 Sitze
- Linke: 2 Sitze
- Unabhängige Wählervereinigung (UWV): 2 Sitze

### Wappen und Flagge
Das Wappen wurde am 7. September 1994 vom Regierungspräsidenten des Regierungsbezirkes Dessau genehmigt und unter der Nr. 45/1994 im Landesarchiv Sachsen-Anhalt registriert.
Blasonierung: „In Silber drei (2:1) schneckenförmig gewundene rote Aale.“
Die Aale sind nicht das einzige Wappen, das die Stadt Alsleben führte. In den Jahren 1500 bis 1734 ist nachweislich die Führung von drei Roten Rosen (stilisiert) 2:1 im Wappen gewesen.
Die älteste bekannte Darstellung ist auf einem Siegelstempel vom Jahre 1734 zu finden. „Dieser zeigt auf einem mehrfach ausgeschweiften barocken Schilde drei ringförmig gewundene, zwei über einen gestellte Aale und zwar, wie sich aus anderweitigen Darstellungen ergibt, von schwarzer Farbe auf rotem Felde.“ Weiter heißt es, dass die Aale nicht echt, sondern das Erzeugnis eines Missverständnisses und eigentlich rote Rosen seien, welche dem Wappen der Herren von Alsleben, die nach Ausweis von Brakteaten drei rote Rosen in weißem Felde als Wappen führten.
Einer anderen Quelle kann entnommen werden, dass das Wappen der Stadt von einem Grafen Heinrich herrührt, der 1126 starb. Sein Siegel war ein quergestelltes Schild. Im oberen roten Felde ist ein aufsteigender Löwe, im unteren weißen Felde drei heraldische Rosen. Das Geschlecht der Grafen von Alsleben-Stade, das noch in der Altmark ansässig war, führte dasselbe Wappen.
Die Flagge der Stadt Alsleben (Saale) zeigt die Farben Rot-Weiß mit dem Wappen.

## Wirtschaft
In den letzten Jahrhunderten stand die Wirtschaft in Alsleben auf mehreren Säulen: Schifffahrt mit zugehörigem Schleusenbetrieb und mehreren Schiffswerften sowie Landwirtschaft mit industrieller Produktverarbeitung durch Saalemühle und Zuckerfabrik. Die gegenwärtige Wirtschaft ist in Alsleben durch eine Mischung von Klein- und Mittelunternehmen (KMU) gekennzeichnet. Die Stadt entwickelt weiterhin den Tourismus als Wirtschaftsfaktor, indem sie ihre Historie, ihre Lage sowie ihre Verkehrsanbindung einbringt.

### Schifffahrt

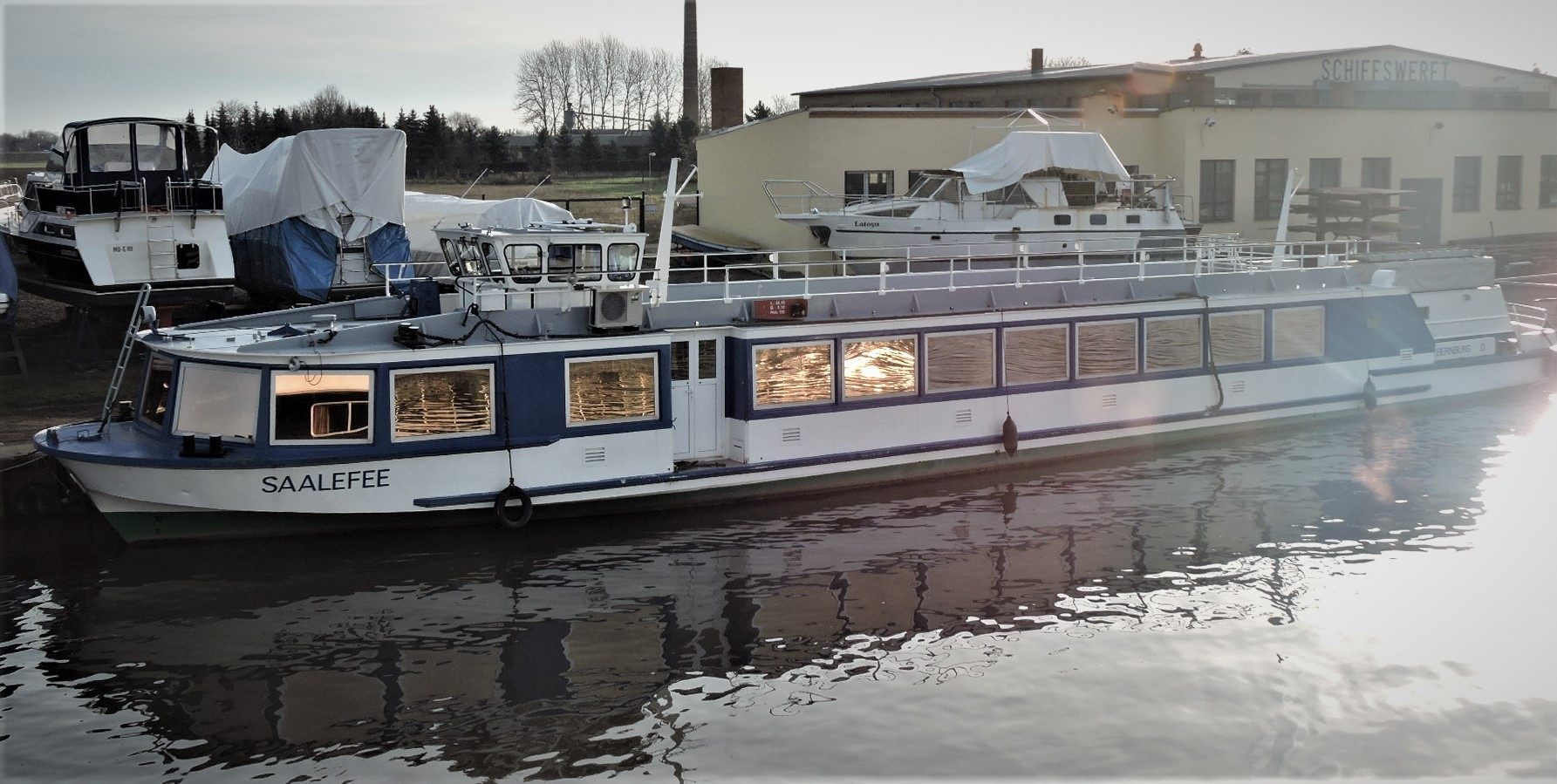
Fahrgastschiff Saalefee bei der Schiffswerft Fischer

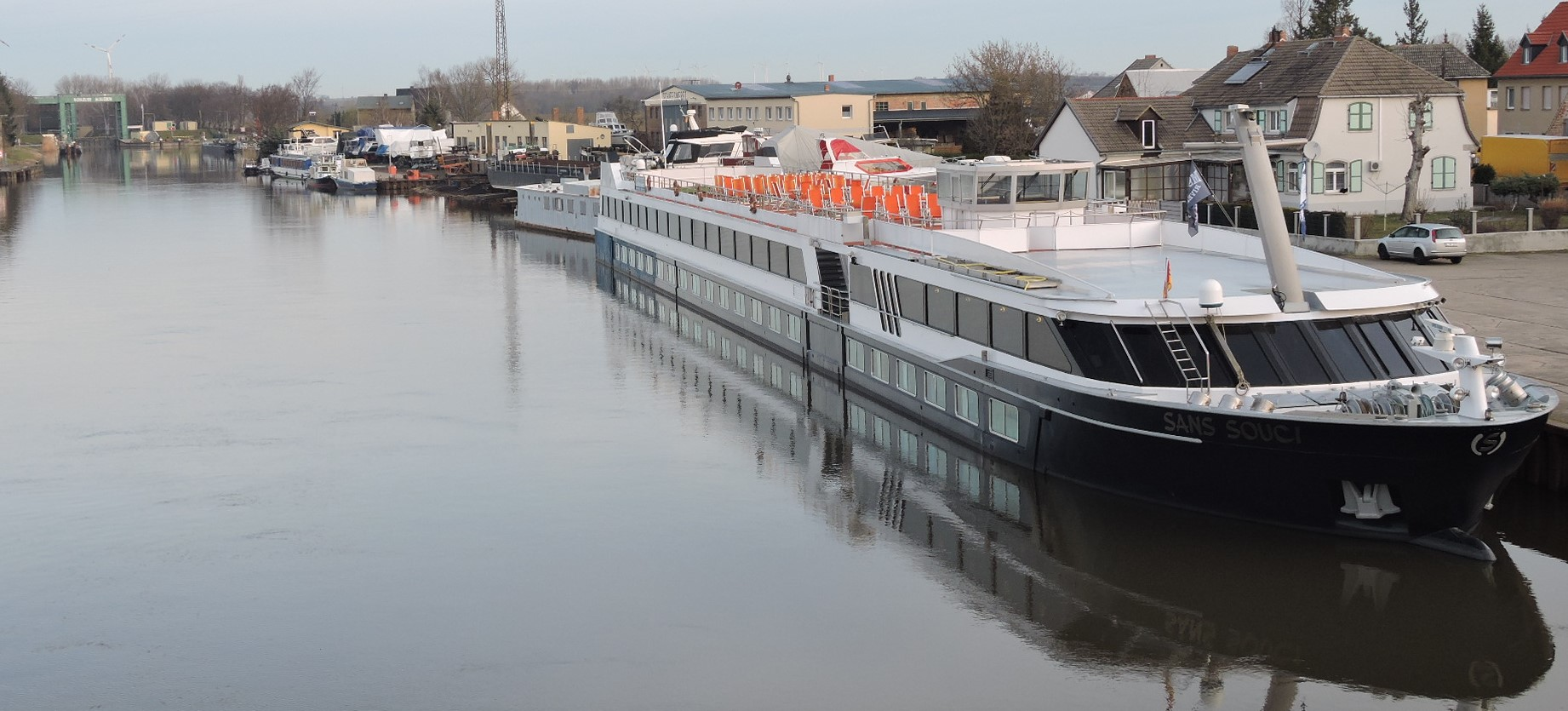
Kabinenfahrgastschiff Sans Souci, im Hintergrund Schiffswerft Fischer und Schleuse Alsleben

Alsleben besitzt seit dem Mittelalter eine Wassermühle mit einer Staustufe in der Saale, die für den Schiffsverkehr hinderlich war, aber seit dem 16. Jahrhundert auch eine Saaleschleuse, sodass der Schiffsverkehr nach Süden bis Halle (Saale) und nach Norden bis Hamburg durchgängig möglich wurde.
Der Getreidetransport spielte hierbei neben anderen Gütern eine große Rolle, zumal in Alsleben eine Getreidemühle vorhanden war. Im 19. Jahrhundert hatte sich Alsleben zur größten Schifferstadt an der Saale entwickelt, zu ihren Glanzzeiten nannte man daher die Stadt auch „Klein-Hamburg“. Es entstanden auch spezialisierte Handwerksbetriebe in Verbindung mit mehreren zugehörigen Schiffswerften an beiden Ufern der Saale.
Als einzige Saale-Werft ist die „Schiffswerft Fischer“ in Mukrena verblieben, gelegen auf der gegenüberliegenden Saaleseite von Alsleben zwischen Saalebrücke und Saaleschleuse. Dieser Familienbetrieb wurde 1997 neu gegründet – ursprünglich hieß er Karl-Grieseler-Werft. Eigentlicher Gründer des Werftbetriebs in Mukrena war August Jersch. Von ihm hatte Karl Grieseler zum Beginn des 20. Jahrhunderts die Werft übernommen. Bis 1956 war sie im Privatbesitz, danach wurde sie halbstaatlich und ab 1972 Volkseigener Betrieb (VEB). Zu den bekanntesten bei der Karl-Grieseler-Werft nach dem Zweiten Weltkrieg gebauten Schiffen gehörten die Fahrgastschiffe der Stadtbezirksklasse 2, die seit den 1970er Jahren in Berlin, auf der Müritz und auf den Schweriner Seen unterwegs sind. Weiterhin entstanden auf der Werft die Schiffe des Schiffstyps Mukrena, der zur Klasse der Schub- und Motorschlepper gehört.
Die Frachtschifffahrt ist inzwischen auf der gesamten Saale zum Erliegen gekommen, es verkehren lediglich Fahrgastschiffe und Sportboote. Das Fahrgastschiff Saalefee hat seinen Liegeplatz in Bernburg oberhalb der Schleuse Bernburg und besucht bei Ausflugsfahrten häufig auch Alsleben, wobei entweder vor der Stadt an der Autobahnbrücke der A 14 gewendet wird, oder man durchfährt die Schleuse Alsleben, um in Alsleben anzulegen und die Fahrt saaleaufwärts Richtung Könnern/Georgsburg, Wettin bis nach Halle (Saale) fortzusetzen. Als weiteres Fahrgastschiff ist die Händel II, das seinen Liegeplatz in Halle (Saale) hat und von dort aus saaleabwärts in Richtung Alsleben und Bernburg sowie weiter über Nienburg (Saale) und Calbe (Saale) bis zur Elbemündung unterwegs ist. In den Wintermonaten hat das Kreuzfahrtschiff Sans Souci seinen Liegeplatz neben der Schiffswerft Fischer.
1823 wurde in Alsleben die „Schiffersocietät“ als der älteste Schifferverein in Sachsen-Anhalt durch Johann Carl Friedrich Trimpler gegründet, der bis zu seinem Tod 1860 dessen Direktor blieb. Mitglieder waren die Schiffseigner, die 1829 auch die „Schifferhilfskasse“ für erkrankte Schiffer gründeten; diese Kasse zahlte erstmals ein Krankengeld an die versicherten Schiffer. 1890 war die Gründung des Schiffervereins „Undine“, der bis heute besteht und im Jahre 2000 in „Vereinigte Schiffervereine Alsleben und Umgebung UNDINE e. V.“ umbenannt wurde und alle sechs Schiffervereine von Alsleben und Umgebung vereint, somit der größte Schifferverein in Sachsen-Anhalt ist.

### Saalemühle

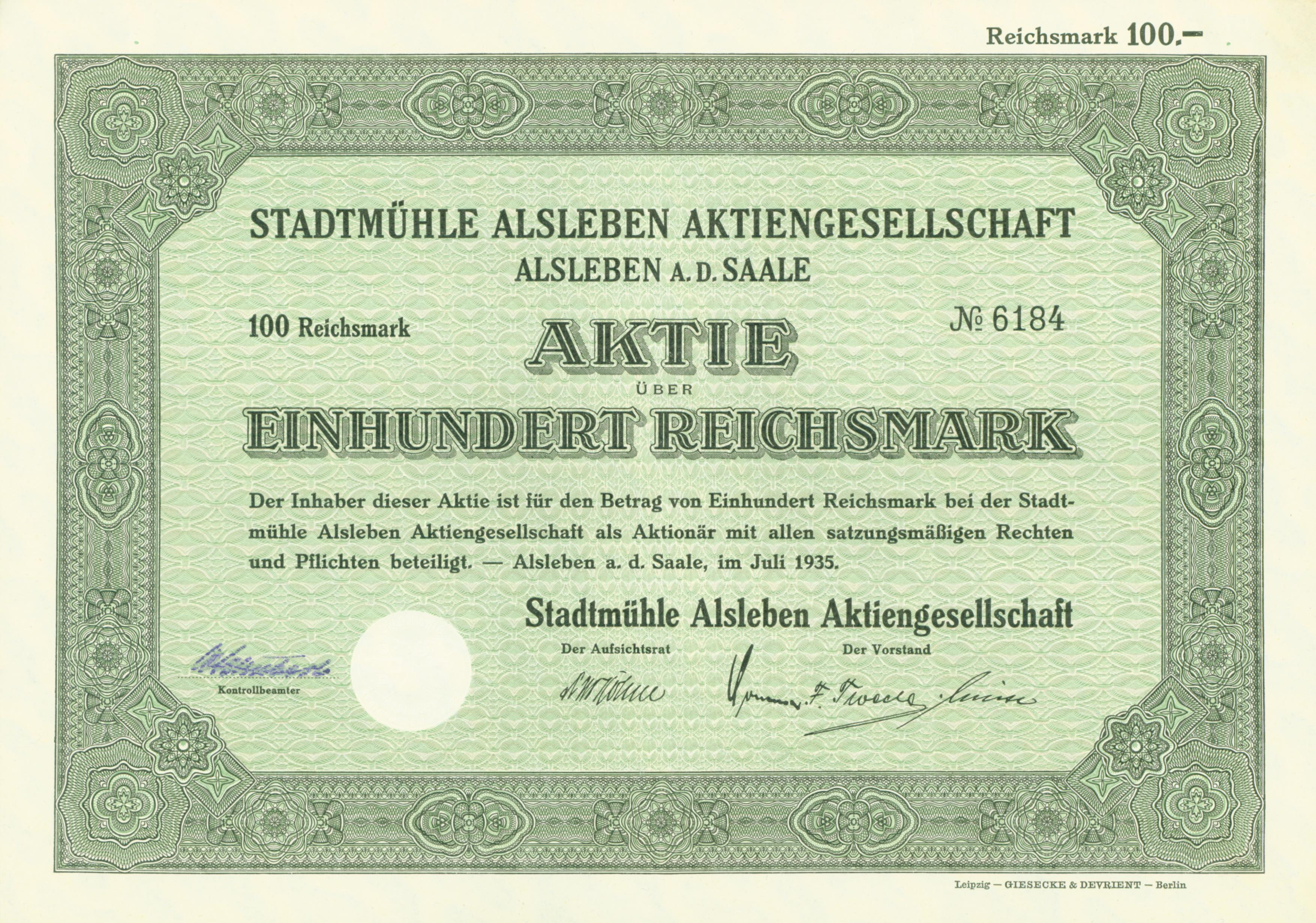
Aktie über 100 RM der Stadtmühle Alsleben AG vom Juli 1935

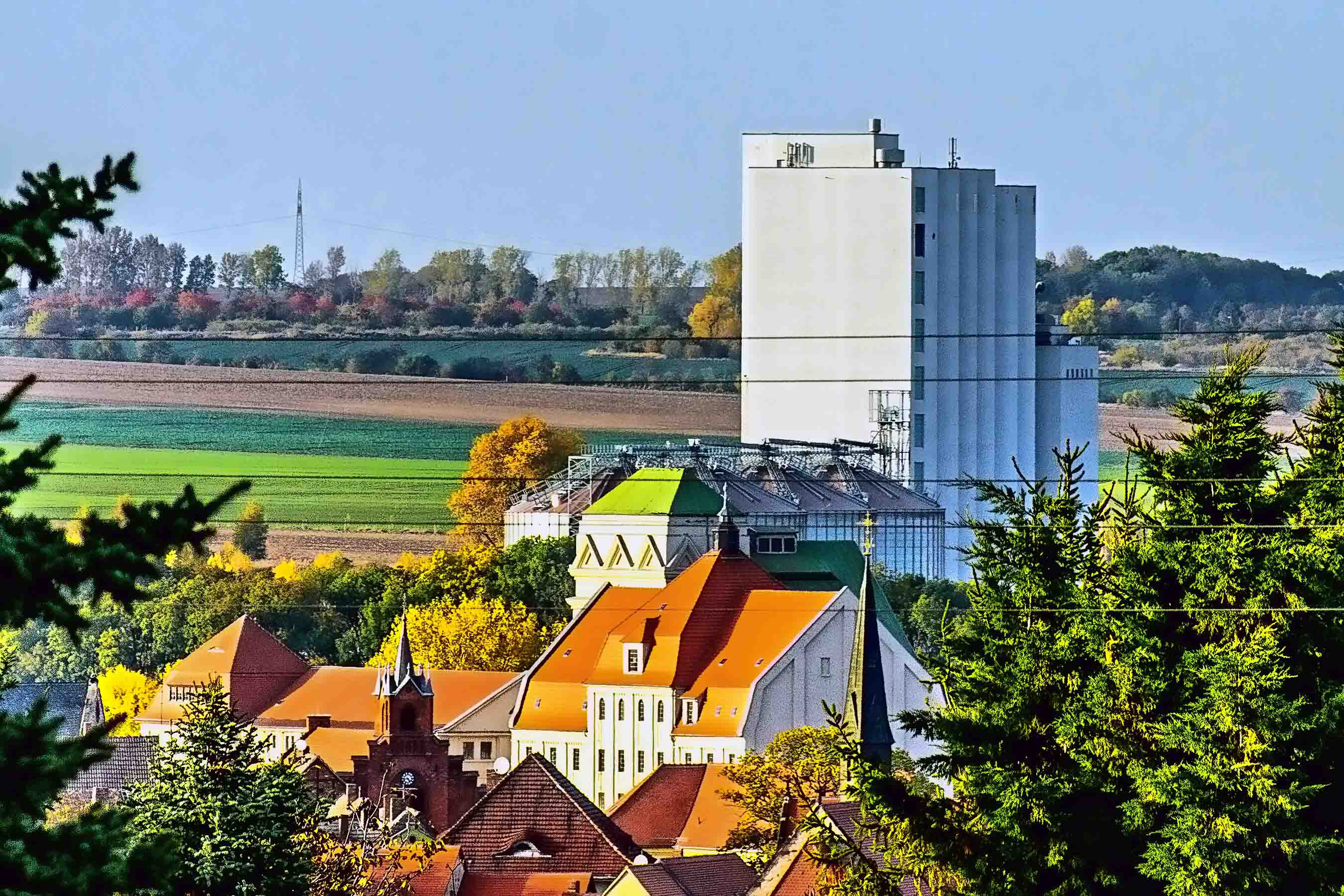
Vordergrund: Türme von Rathaus und katholischer Kirche, alte Saalemühle (rote und grüne Dächer); dahinter neue Saalemühle Alsleben und Saaleverlauf

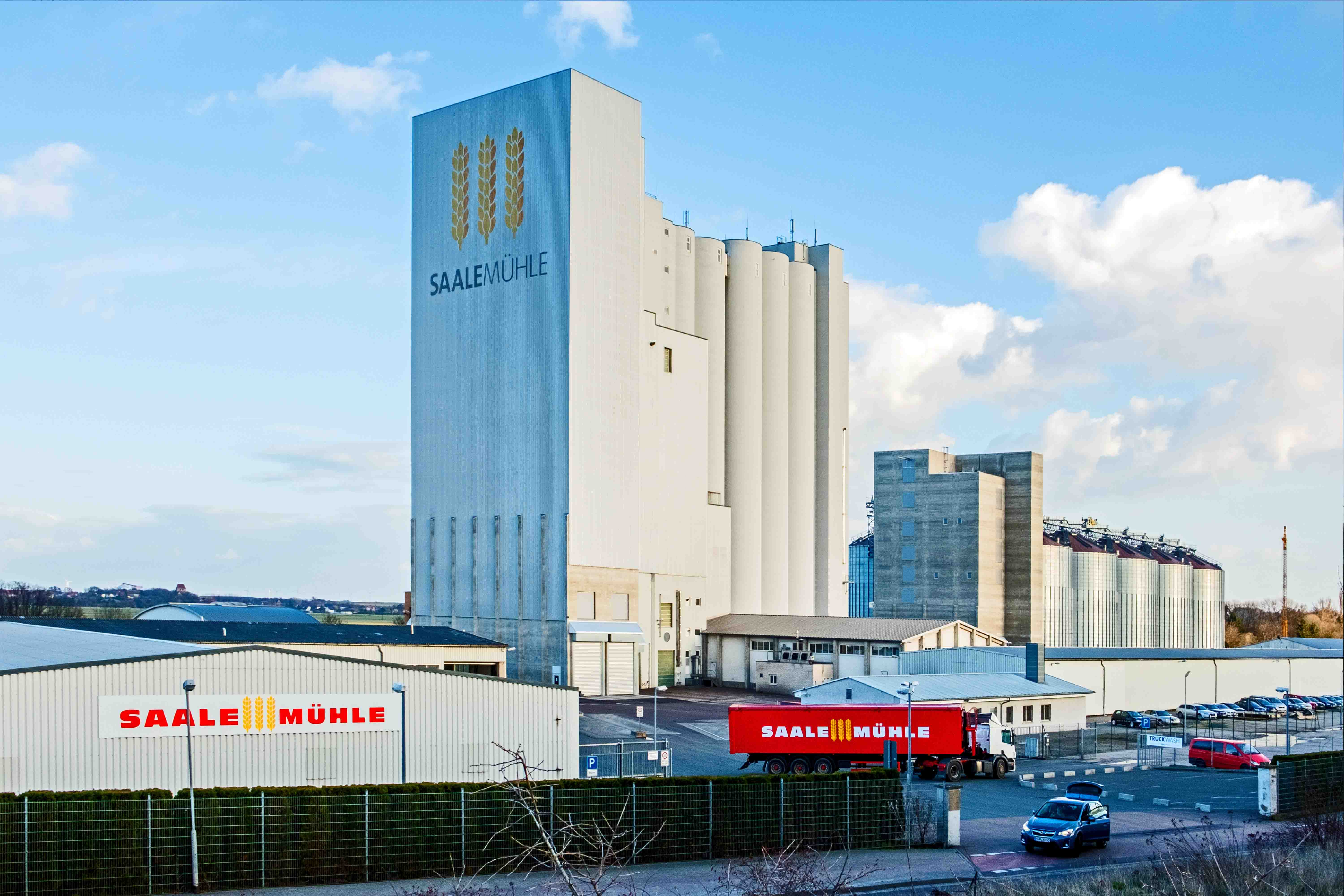
Neue Saalemühle Alsleben, mit Haupteingang

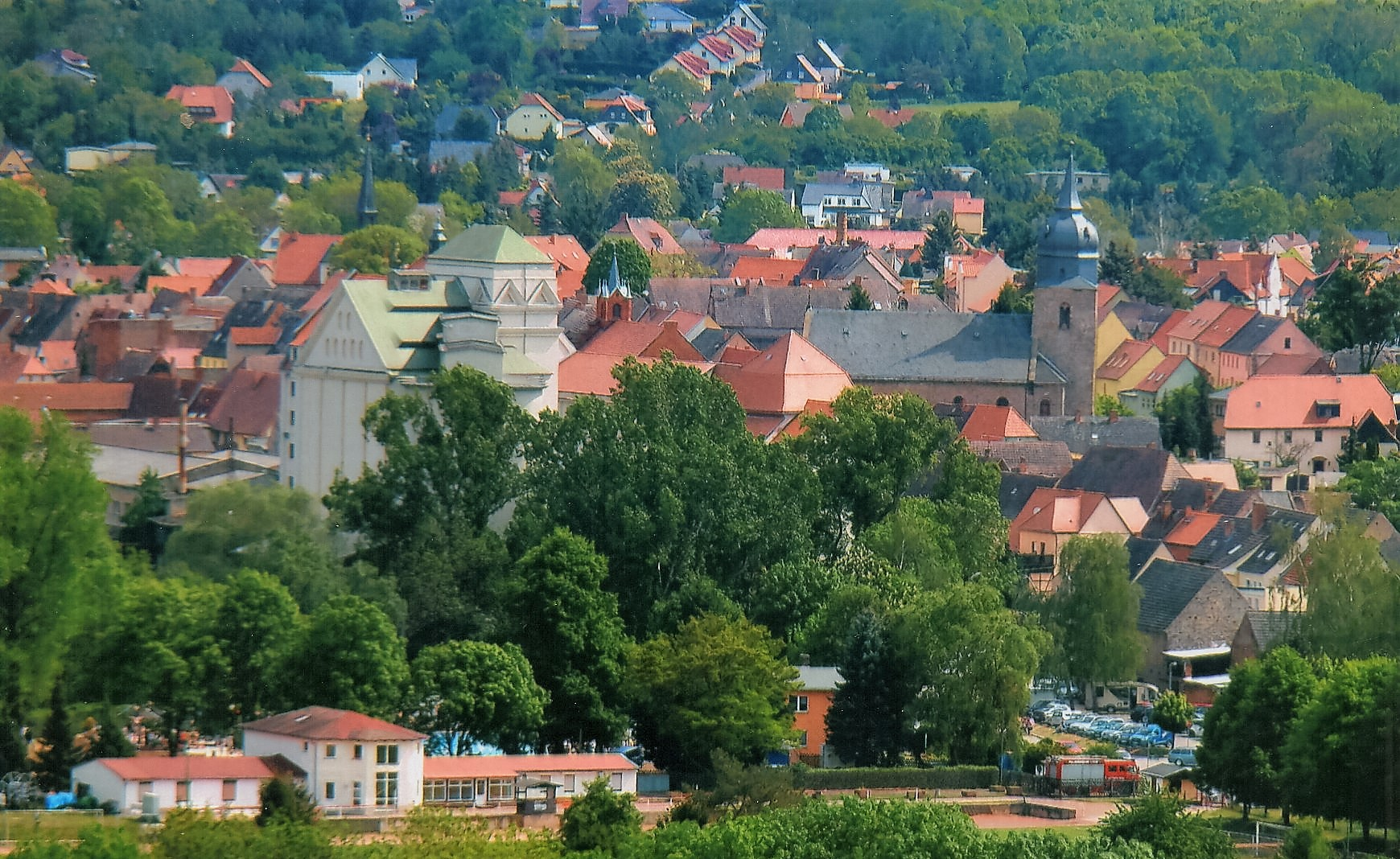
Blick vom Dach der neuen Saalemühle Alsleben auf Sportplatz / Freibad vorn, danach große Gebäude der alten Saalemühle, dahinter Turmspitze der katholischen Kirche, rechts daneben Rathausturm sowie Stadtkirche

Ein wichtiger Industriebetrieb ist die Mühle, die im Umland angebautes Getreide verarbeitet. Die Tradition der Mühlen in Alsleben reicht bis ins Mittelalter zurück. Ab 1212 befand sie sich im Besitz des Klosters „Zum neuen Werk“ in Halle (Saale). 1479 wurde sie durch die Herren von Krosigk als Inhaber der Grafschaft Alsleben übernommen. Sie ersetzten die Alte Mühle 1724 durch einen Neubau.
Ab 1875 ließen die neuen Eigentümer „Eichel und Meyhoff“ den Produktionsstandort modernisieren und erweitern. 1911 wurde die Mühle in die „Stadtmühle Alsleben GmbH“ überführt, die damals einen Ausstoß von 180 Tonnen Mehl täglich erreichte. Zur Finanzierung von Erweiterungsbauten erfolgte 1923 die Umwandlung in eine AG. Diese Mühle gehörte zu den größten in Deutschland. Nach dem Zweiten Weltkrieg erfolgte die Überführung zunächst in den Volkseigenen Betrieb „VEB Saalemühlen“, der später zu einem Teil der „Vereinigten Mühlenwerke VEB Saalemühlen Bernburg“ wurde.
Nach der Wiedervereinigung wurde die Mühle 1992 durch die Familien Bindewald und Gutting übernommen. 1994 erfolgte die Verlagerung in neu errichtete Produktionsgebäude im Norden von Alsleben hinter dem ehemaligen Bahnhof. Dieser Standort wurde schrittweise erweitert, wobe eine weitgehend automatisierte Großmühle entstand. Die früheren Schwestermühlen des Saalemühlenverbundes in Bernburg, Nienburg (Saale) und Calbe (Saale) wurden stillgelegt. Die großen Produktionsgebäude der alten Saalemühle in der Innenstadt sind weiterhin erhalten und wurden durch den neuen Mühlenbesitzer an Dächern und Außenfassade saniert und für eine potenzielle Nachnutzung vorbereitet. Die vorhandene Stromerzeugung über Wasserturbinen wird weiterbetrieben und für die neue Mühle mitgenutzt, obwohl sie nur einen Bruchteil des dortigen Strombedarfs deckt.
Mit über 100 Mitarbeitern, davon mehr als 40 Kraftfahrer, verarbeitet die „Saalemühle Alsleben GmbH“ etwa 1.300 Tonnen Weizen bzw. Hartweizen (Durum) pro Tag. Insgesamt können ca. 200.000 Tonnen Getreide in eigenen Silos gelagert werden. 2015 kam eine völlig neue Dinkelverarbeitung mit separaten Rohstoffsilos hinzu. Die Mühle verarbeitet das Getreide von rund 300 landwirtschaftlichen Großbetrieben. Für die Lebensmittelindustrie wird nach mehr als 100 Rezepturen produziert: Weich- und Hartweizenprodukte, veredelte Mehle für Suppen, Saucen, Panaden oder als Stärkeersatz sowie getrocknete Mehle für Backmittel und Fertigteigmischungen. Als mittelständisches Unternehmen ist die Saalemühle der größte Arbeitgeber in Alsleben, und als umsatzstärkstes Unternehmen tritt sie auch vielfältig als Sponsor auf und ist hierbei der bedeutendste private Förderer von gemeinnützigen Einrichtungen und Aktivitäten in der Stadt wie Schule und Freibad.

### Zuckerfabrik
1850 wurde die Zuckerfabrik Alsleben gegründet, nahezu zeitgleich mit sechs weiteren Fabriken in der näheren Umgebung. Sie verarbeitete die Zuckerrüben aus allen landwirtschaftlichen Einrichtungen des Umlandes, die per Pferdefuhrwerk, Lkw, Bahn und Lastschiff angeliefert wurden. Der Arbeitsablauf konzentrierte sich – wie in dieser Branche üblich – auf eine Kampagne im Herbst. Die Fabrik erreichte 1911 eine Verarbeitungsleistung von 500 Tonnen Zuckerrüben pro Tag, im Jahre 1986 waren es 824 Tonnen pro Tag. Nach der Wiedervereinigung wurde diese veraltete Fabrik 1992 stillgelegt. Sie wurde durch eine Neugründung mit Neubau moderner Produktionsanlagen in der benachbarten Stadt Könnern ersetzt. Die alten Produktionsgebäude einschließlich des Gleisanschlusses wurden vollständig abgerissen.

### Kleinunternehmen
Alsleben verfügt bereits aus seiner Geschichte als Schifferstadt heraus über eine Vielzahl von Handwerksbetrieben und anderen Kleinunternehmen. Diese wurden nach der Wiedervereinigung reprivatisiert und belebt, sodass hieraus einerseits Unternehmen mit längerer Familientradition entstanden sind. Die älteste Schankwirtschaft am Ort besteht seit 1658. Andererseits wurden diverse Neuansiedlungen und Neugründungen von Unternehmen vorgenommen.

## Infrastruktur

### Verkehrsinfrastruktur

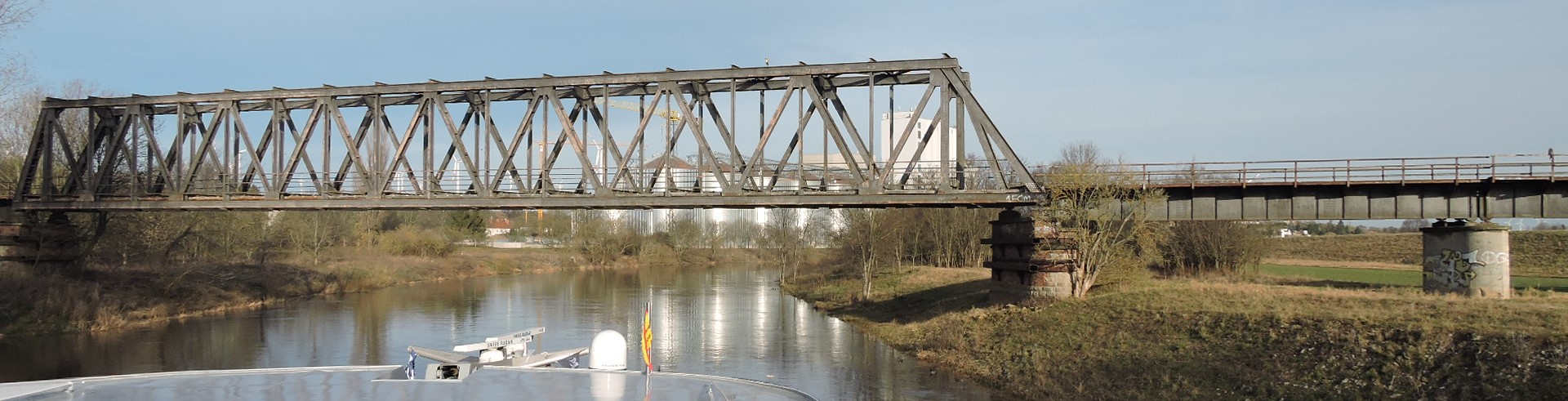
Eisenbahnbrücke Alsleben

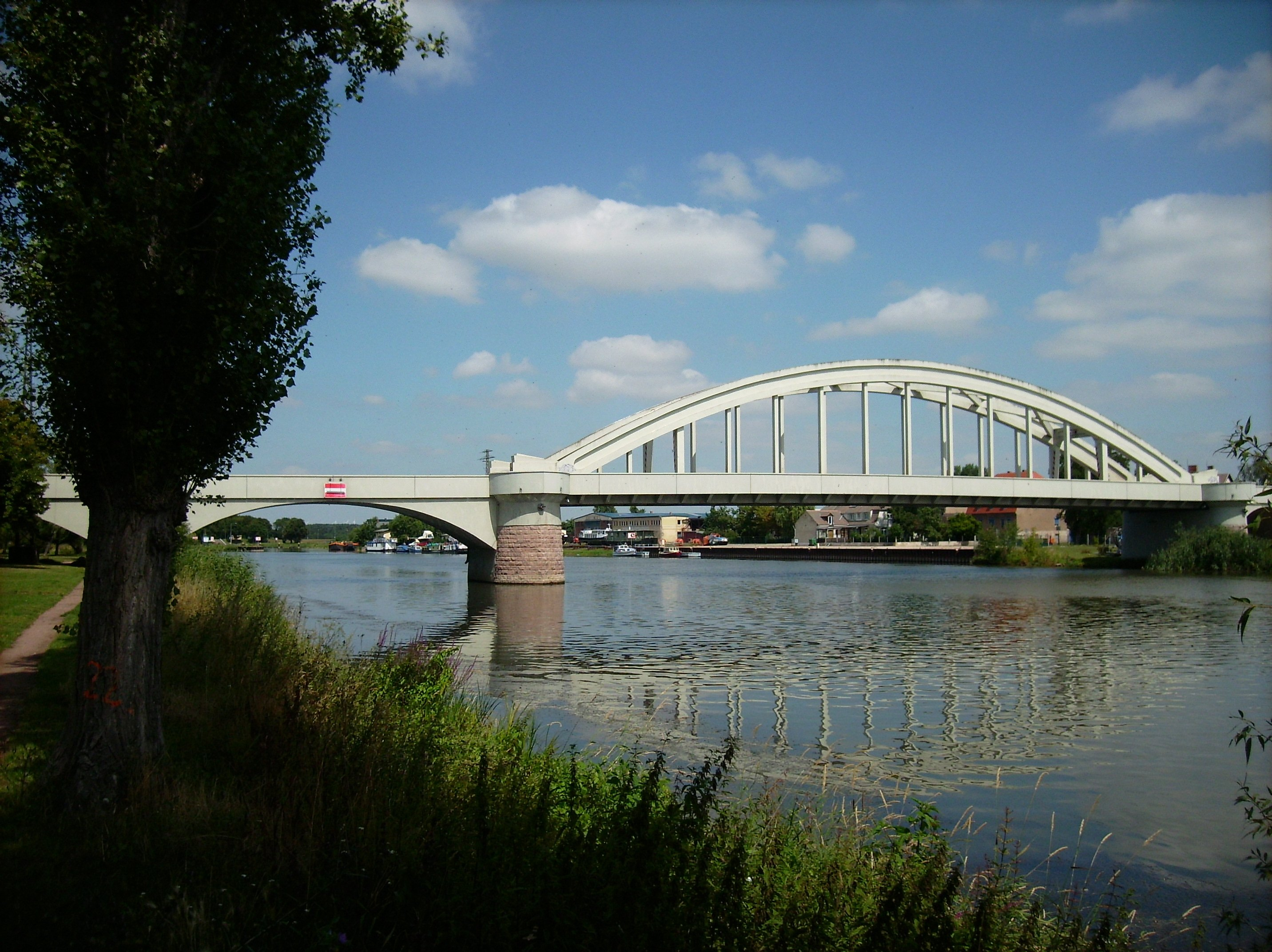
Saalebrücke von 1928: links Alsleben mit Fritz-Schaper-Allee unterhalb des Schlosses; rechts Mukrena mit Schiffswerft Fischer und Zufahrt zur „Schleuse Alsleben“

Zu den Wirtschaftsunternehmungen entwickelte sich auch die Verkehrs-Infrastruktur auf Straße, Schiene und Wasserstraße. Hierzu gehörte von je her ein Saaleübergang, der im Laufe der Jahrhunderte seinen Charakter entsprechend zum jeweiligen Stand der Technik veränderte.
1908 erhielt die Stadt durch eine Anschluss-Bahn von Bebitz über Beesenlaublingen bis Alsleben ihren Anschluss an das Eisenbahnnetz. Hierzu wurde neben dem Bahnhof Alsleben eine Eisenbahnbrücke über die Saale errichtet, als Stahlfachwerk-Konstruktion ausgeführt. Die Zuckerfabrik und die Mühle wurden mit Werksanschlüssen versehen, wobei letzterer 1934 zugleich als zusätzlicher, zentrumsnaher Haltepunkt für den Personenverkehr eingerichtet wurde.
Somit war die Stadt von 1908 bis 1966 (Personenverkehr) bzw. bis 1994 (Güterverkehr) Endpunkt der Eisenbahnstrecke Bebitz–Alsleben, die einen Anschluss an die Strecke von Halle (Saale) über Könnern, Bernburg, Güsten oder Calbe (Saale) nach Magdeburg ermöglichte. Inzwischen erfolgte die Betriebsstilllegung dieser Anschluss-Strecke zum Jahresende 1994, und der anschließende Rückbau wurde durchgeführt. Die Eisenbahnbrücke über die Saale blieb als technische Erinnerung erhalten.
Für den Straßenverkehr über die Reichsstraße 6 wurde im Jahr 1928 die Saalebrücke Alsleben errichtet. Das Bauwerk quert den Fluss mit einer 68 Meter weit spannenden Stahlbeton-Bogenbrücke sowie einigen kleineren Bögen und wurde von Franz Dischinger entworfen. Dabei kam erstmals ein vorgespanntes Zugband (Spannbeton) zur Anwendung. Die Bauzeit dauerte von März bis Dezember 1928, die Baukosten betrugen 692.000 Reichsmark. In der Nacht vom 13. auf den 14. April 1945 wurde der kleinere Bogen von der Wehrmacht gesprengt, wobei die Trümmer in die Saale stürzten. Am 21. Oktober 1945 wurde sie wieder dem Verkehr übergeben. Eine grundlegende Instandsetzung erfolgte von 1997 bis 2000.
In den 1950er Jahren wurde ein Straßendurchbruch in Verlängerung der Saalebrücke durch die Wohnbebauung und den ehemaligen Schlossbereich von Alsleben vorgenommen, dessen Bauten damals bereits an Neubauern aufgeteilt waren. Am Ortsausgang wurde die Straßenführung mit einer neuen Umgehungsstraße für die B6 in Richtung Aschersleben fortgeführt. Damit wurden die problematischen Stadtdurchfahrten infolge der Einengungen in der Fischerstraße und der Mühlenstraße umgangen.

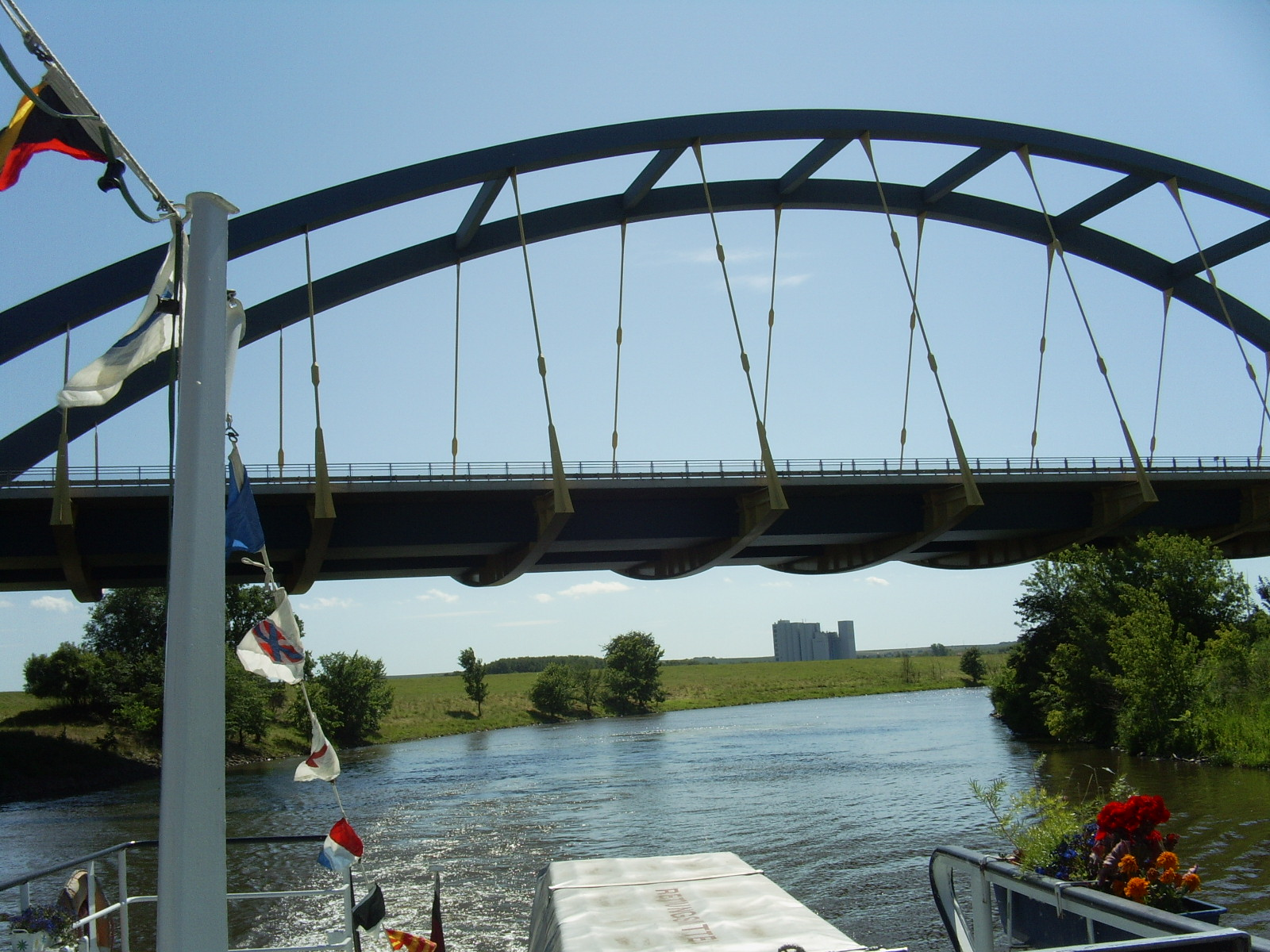
Autobahn-Saalebrücke A14 bei Alsleben, Blick vom Fahrgastschiff „Saalefee“ zur neuen Saalemühle Alsleben im Hintergrund

Nach der deutschen Wiedervereinigung wurde die Autobahn A14 von Halle (Saale) nach Magdeburg verlängert mit einer für Alsleben nördlich gelegenen Anschlussstelle Plötzkau unmittelbar an der Saalequerung durch eine Autobahnbrücke, die im November 2000 nach drei Jahren Bauzeit durch den damaligen Bundeskanzler Gerhard Schröder dem Verkehr übergeben wurde. Einen südlichen Autobahnzugang bildet die benachbarte Anschlussstelle Könnern.
Die Bundesautobahn 14, die aus dem Raum Dresden über Leipzig (Kreuzung mit A9 Berlin–München) und Halle (Saale) zunächst nach Magdeburg an die A2 Berlin–Hannover führt, liegt im Osten und Norden von Alsleben. Die A 14 existiert in der Verlängerung bereits zwischen Schwerin und Wismar, und die noch fehlenden Zwischenstücke befinden sich im Bau.
Alsleben hat mit der A14 eine multilaterale Einbindung in das Netz der Bundesautobahnen und Bundesstraßen erlangt. Am benachbarten Autobahnkreuz Bernburg (Saale) wird die Bundesautobahn 36 erreicht, die in Richtung Westen über den Nordharz nach Braunschweig führt sowie in Richtung Osten augenblicklich als Bundesstraße 6n bis nach Köthen (Anhalt) reicht. Der Lückenschluss zur Anschlussstelle Thurland an der A9 Berlin-München befindet sich in Planung.
In der historischen Altstadt von Alsleben sind schmale, verwinkelte Straßen und Gassen sowie Schlippen wie die Humpeltreppe erhalten.

### Landambulatorium und Arztpraxen

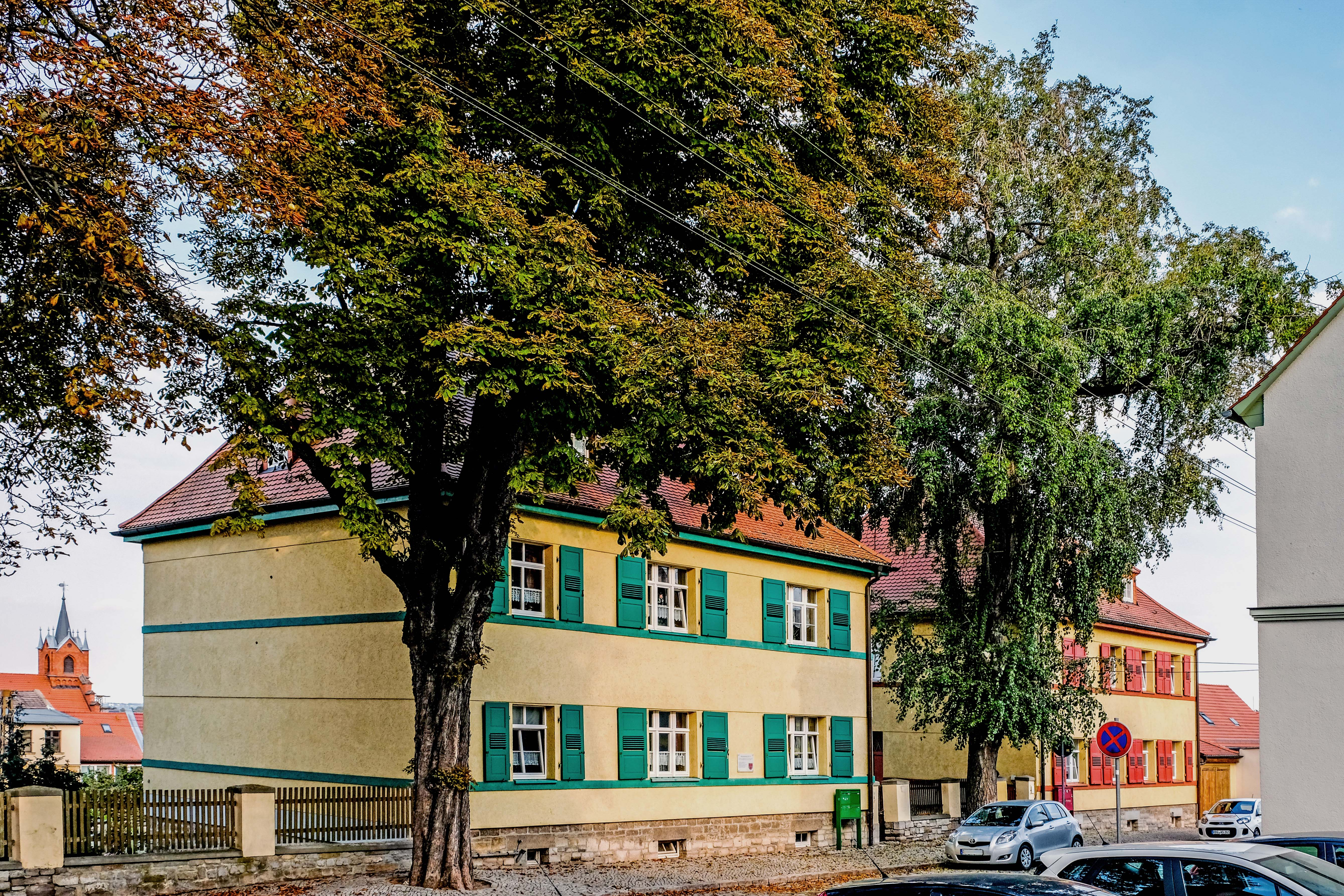
Ehemaliges Landambulatorium von Alsleben. Nach Schließung zum Jahresende 1990 wurden in beiden Gebäuden wieder Wohnungen eingerichtet. Links sichtbar ist der Rathausturm

Die medizinische Tradition reicht in Alsleben weit zurück, und sie gründete sich bis in die 1950er Jahre auf mehrere niedergelassene Ärzte in Privatpraxen. Diese Traditionslinie schließt auch eine eigene Apotheke ein, die bereits 1736 durch Dietrich Hüttemann angelegt wurde.
Nach dem Zweiten Weltkrieg war die Einwohnerzahl von Alsleben durch Flüchtlinge und Vertriebene stark angestiegen und erreichte nahezu 5.000 Personen, hinzu kamen die umliegenden Ortschaften, die ärztlich mitversorgt werden mussten. Die beiden niedergelassenen Ärzte konnten die hohe Patientenzahl nicht bewältigen, zumal der eine zugleich für 15 weitere Ortschaften verantwortlich war. Als Maßnahme wurde am 1. März 1951 ein „Landambulatorium“ eröffnet, untergebracht in den beiden Häusern Gartenstraße 20 und 21, die um 1926/1927 als Wohnungen für Lehrer der gegenüberliegenden Schule erbaut worden waren. Eingerichtet waren Praxen für einen praktischen Arzt, einen Zahnarzt, eine Massagepraxis und eine Entbindungsstation sowie die Verwaltung. 1956 wurden hier beispielsweise 122 Kinder geboren. Die räumlichen Bedingungen und hygienischen Verhältnisse waren jedoch unzureichend, dies führte zur zeitweiligen Schließung. Aber die inzwischen verbesserten Verkehrsverbindungen ermöglichten es zunehmend, dass werdende Mütter die Kliniken in Bernburg, Könnern oder Sandersleben nutzten, mithin wurde die Station in Alsleben endgültig geschlossen.
Die räumliche Enge behinderte auch die praktizierenden Ärzte, die pro Tag 80 bis 100 Patienten behandelten, sodass häufige Arztwechsel erfolgten, zumal den Ärzten und ihren Familien kein entsprechender Wohnraum geboten werden konnte. Seit 1957 wurden dann die ehemaligen Praxisräume eines aus Alsleben verzogenen Arztes am Markt 17 als Massage- und Bäderabteilung und für die Mütterberatung genutzt. Damit war zugleich die Nähe zur Städtischen Kinderkrippe gegeben, die am 1. Oktober 1958 gegründet und ebenfalls im ehemaligen Herrschaftshaus Markt 17 untergebracht wurde.
Um die medizinische Versorgung einschließlich der Raumprobleme generell zu verbessern, wurde 1964 vorgeschlagen, die im Schloss Alsleben befindliche Gewerkschaftsschule der IG Chemie in die Nähe der Chemieregion Halle (Saale) zu verlagern und an deren Stelle ein „Zentrum des Gesundheitswesens“ einzurichten. Dieser Vorschlag wurde jedoch von Herbert Warnke als dem damaligen Vorsitzenden des Gewerkschaftsbundes FDGB abgelehnt. Nach 10 Jahren war es erneut der Platzmangel, der 1974 die Stadt zu einer Studie veranlasste, den Bau eines Zwischentraktes zwischen den beiden Häusern des Landambulatoriums zu planen, der jedoch nicht ausgeführt wurde. Mit der deutschen Wiedervereinigung wurde das staatliche Ambulatorium zum 31. Dezember 1990 aufgelöst. Die dort praktizierenden Ärzte sowie die beiden Zahnärzte eröffneten eigene Privatpraxen, ebenso die Massageabteilung.

### Freiwillige Feuerwehr
Die Geschichte der Feuerwehr reicht in Alsleben bis in die Jahre um 1700 zurück. In den Jahren 1854 und 1873 kam es in der Stadtmühle zu Großbränden und im Jahre 1864 in der Zuckerfabrik, sodass als Gegenmaßnahme eine stets einsatzbereite Freiwillige Feuerwehr (FF) im Jahre 1873 gegründet wurde: „Freiwilliger städtischer Feuerwehr-Verein“. Zum Feuerwehrverein gehörten bald nahezu 80 Mitglieder, davon wurden über 40 Aktive vereidigt.

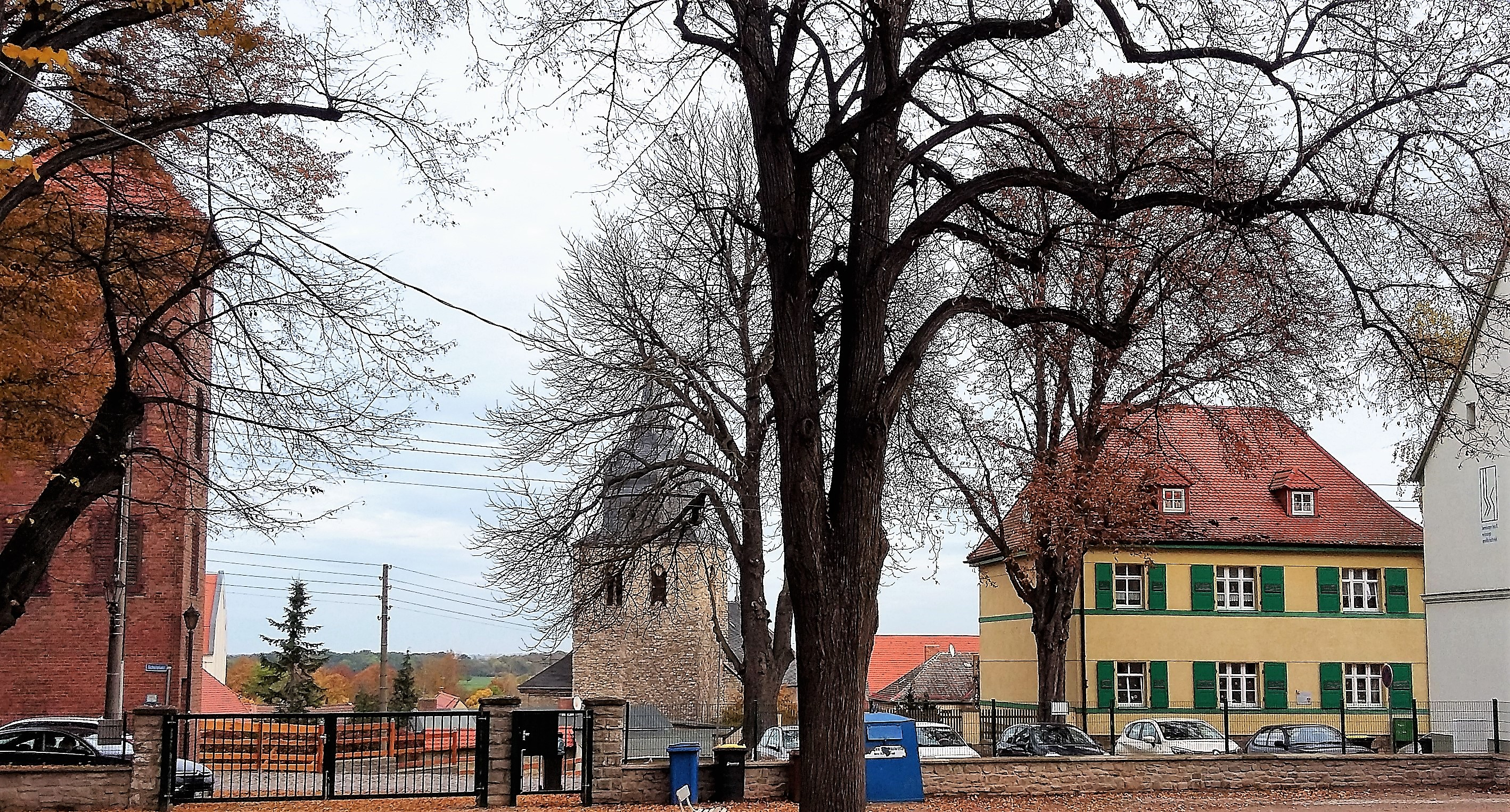
Feuerwehr-Schlauchturm (li.), Turm der Stadtkirche (Mitte), ein Gebäude des ehemaligen Landambulatoriums (re.) in Alsleben

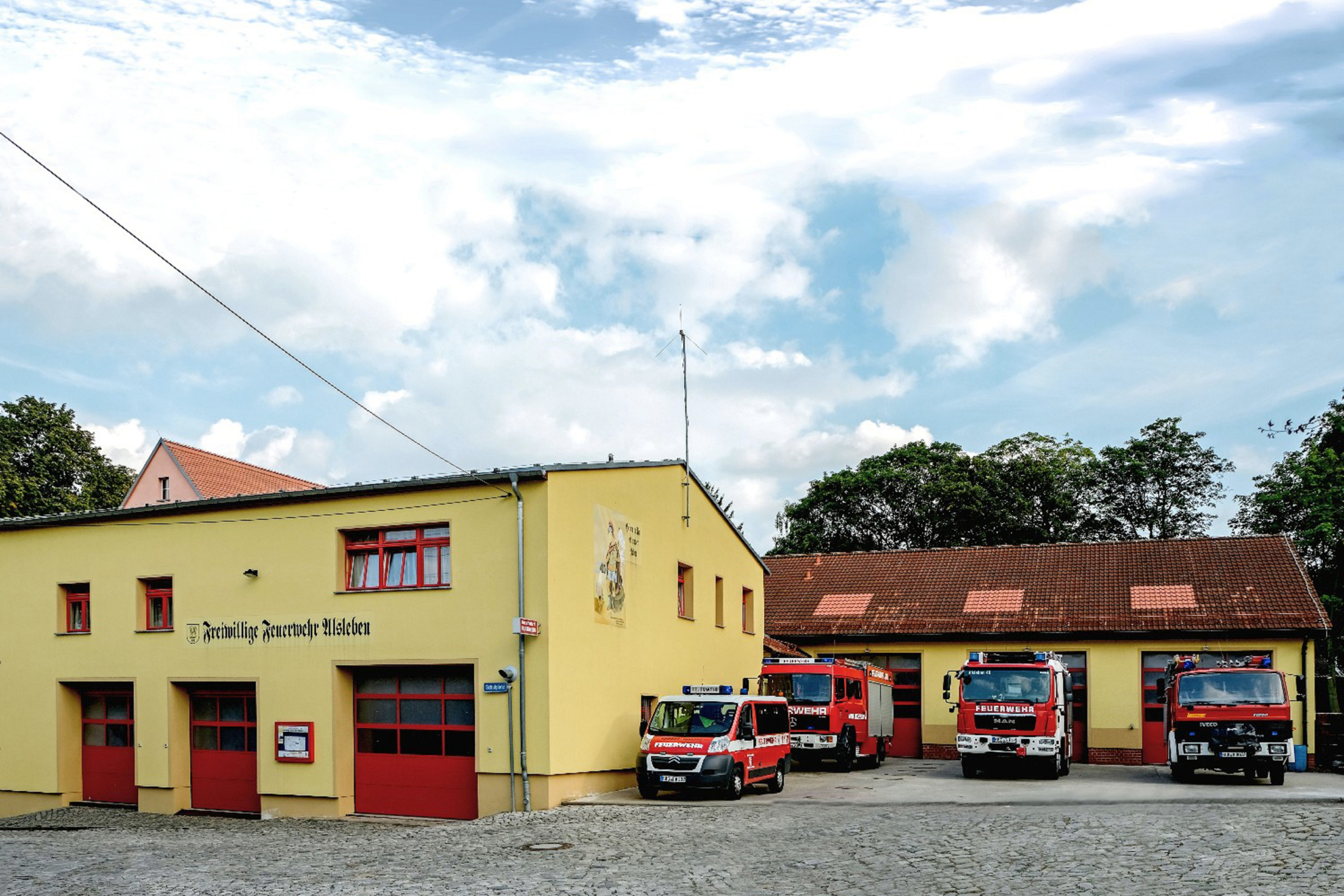
Feuerwehrhaus von Alsleben mit Fuhrpark (2017)

Das Spritzenhaus für das Stadtgebiet wurde 1877 in der Scheunenstraße errichtet und 1905 erweitert. Bis zur Vereinigung von Stadt und Dorf 1893 bestand im Dorfgebiet ein eigener Feuerwehrbezirk mit eigenem Spritzenhaus. Mit dem Zusammenschluss wurde auch eine einheitliche Feuerschutzordnung geschaffen. Löschwasser wurde zunächst aus den öffentlichen Brunnen sowie aus der Saale entnommen. Auch nach Gründung der FF kam es noch zu erheblichen Feuerschäden durch einige Großbrände: 1904 und 1935 in der Zuckerfabrik, 1916 bei einem Landwirt (Wohnhaus und sämtliche Ställe abgebrannt), 1918 in der Pregelmühle als Roggenmühle (heute: Schleuse Alsleben), 1927 in der Mühle Alsleben, wobei der Betriebsleiter ums Leben kam, 1938 in der Saline Beesenlaublingen, 1970 geschah die vollständige Brandzerstörung des Gaststätten- und Saalbaus „Volkshaus“ als Klubhaus der Werktätigen. Die Einsätze der FF betrafen aber auch andere Notfälle wie die häufigen Hochwasser-Überschwemmungen im Stadtgebiet durch die Saale,
Die Baulichkeiten der FF entwickelten sich vom einfachen Spritzenhaus der Jahre 1877 und 1905 über den 1932 eingeweihten „Schlauchturm“ von 21 m Höhe mit Schlauchtrocknungsanlage und Sirene, das 1961 eingeweihte Feuerwehrhaus, seine 1986 erfolgte Rekonstruktion mit Anbau bis zu dem 1996 erfolgten Umbau. 1986 hatte die FF Alsleben vom Rat des Kreises den Titel „Vorbildliche FF“ erhalten. Inzwischen wurde die FF Alsleben mit 4 Fahrzeugen und 3 Anhängern bei einer Mannschaftsstärke von über 30 Aktiven entsprechend an ihre erweiterten Aufgaben mit Zuständigkeit für zahlreiche Nachbarorte angepasst. Auch Jugendliche und Kinder sind in die Vereinsarbeit einbezogen; es besteht eine Feuerwehrkapelle.

## Schule, Freizeiteinrichtungen und Kirchen

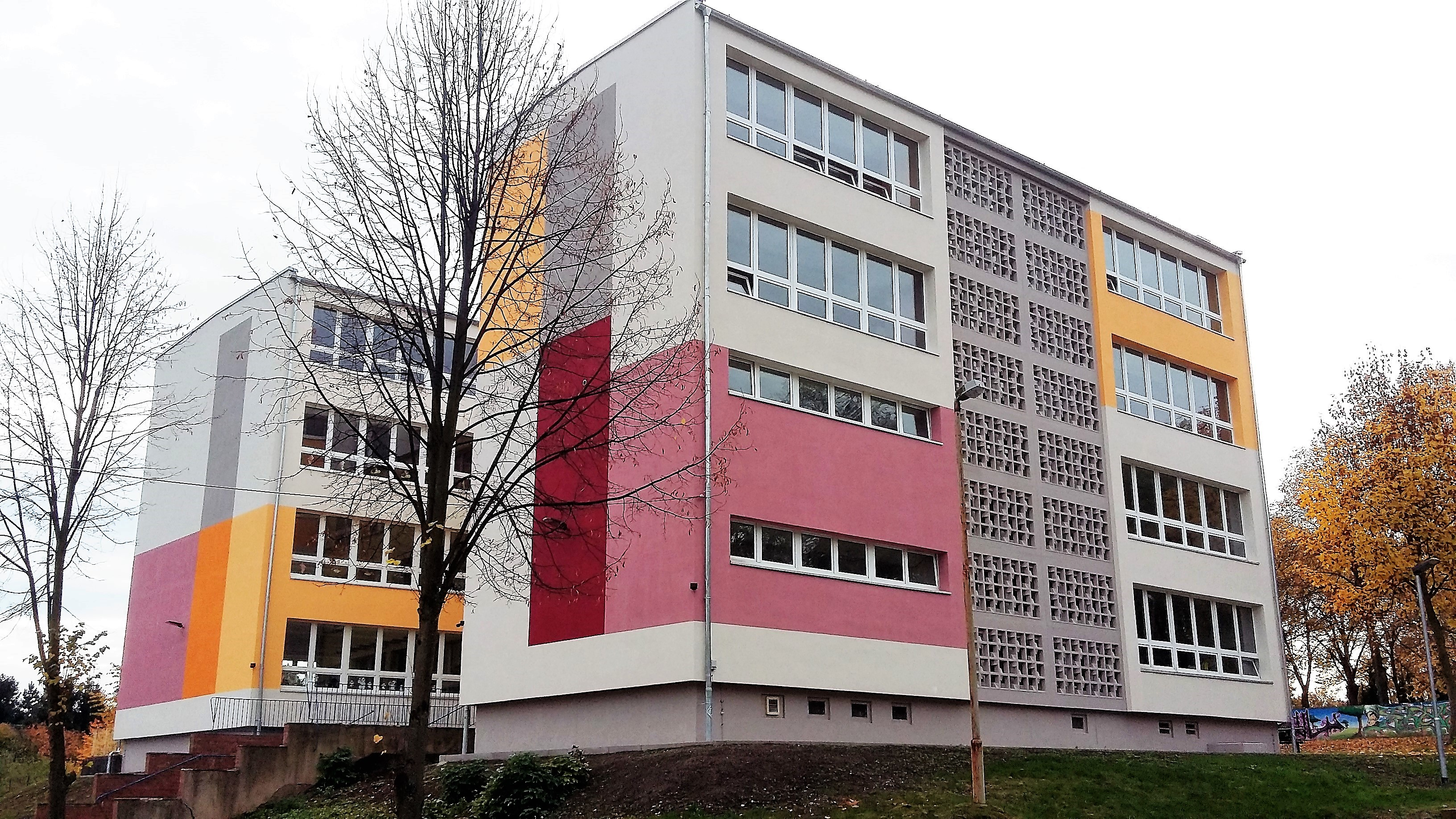
Neue Schule in Alsleben – nach der Sanierung von 2016

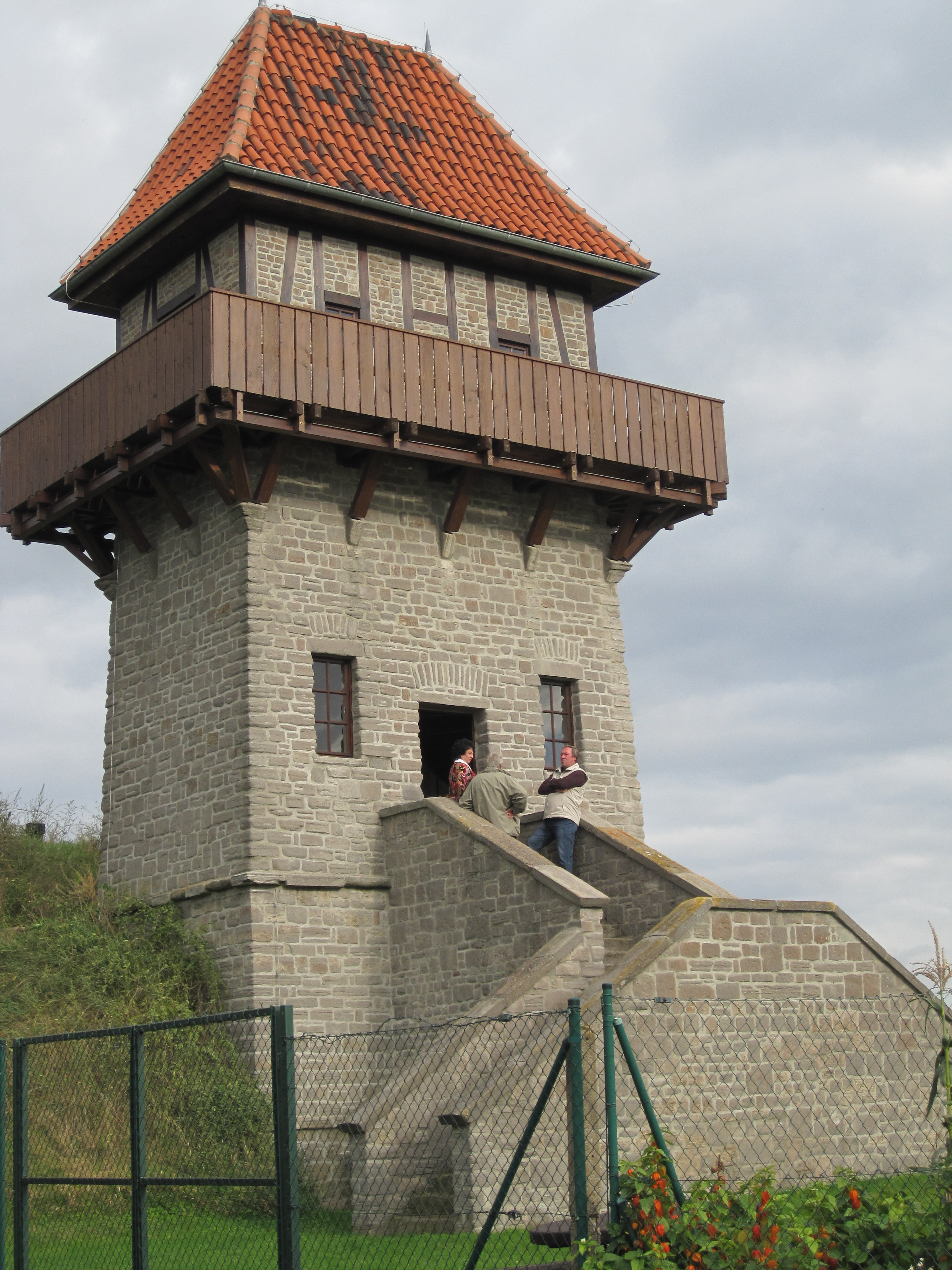
Aussichtsturm auf dem „Kringel“ zu Alsleben

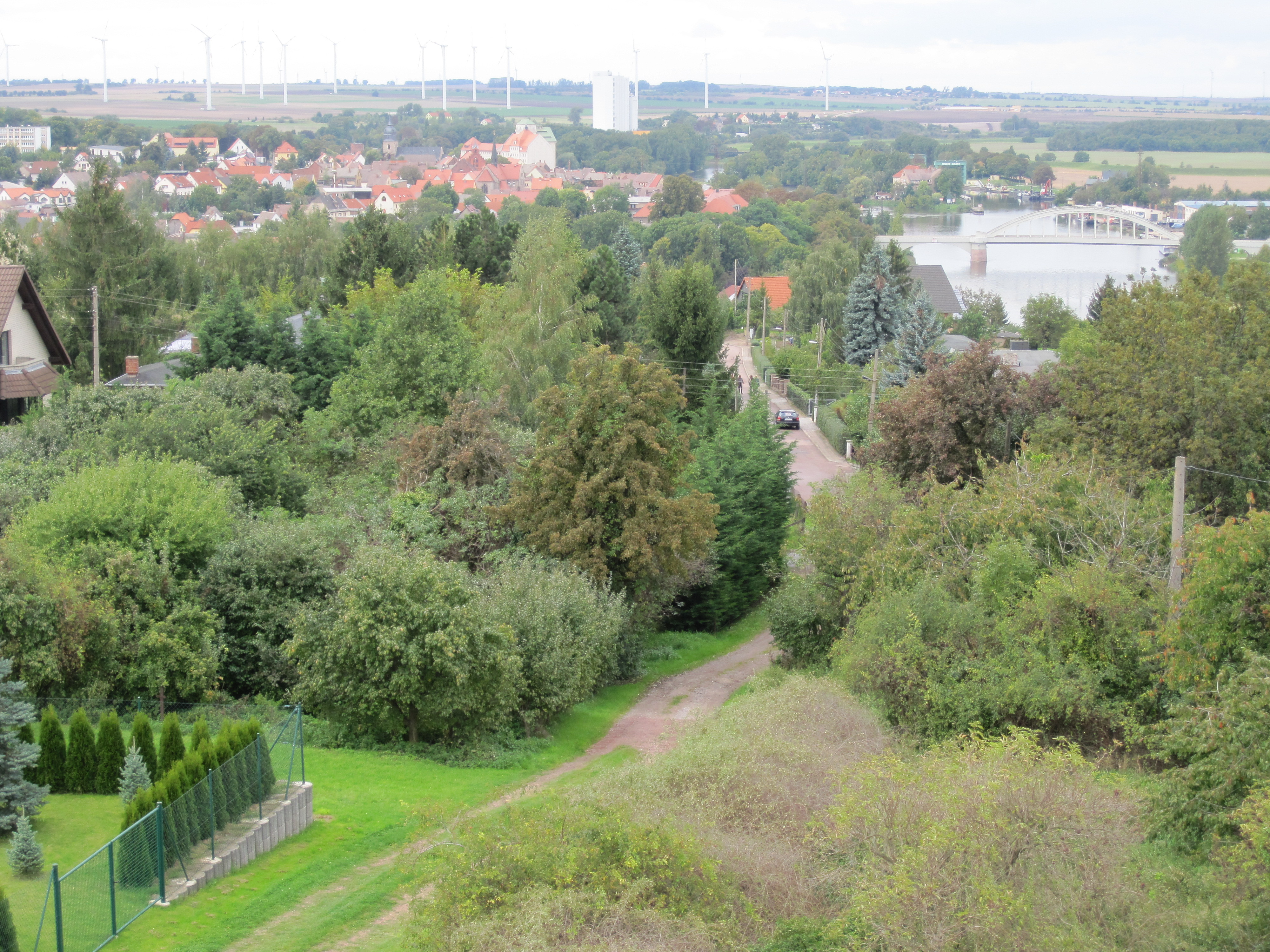
Alsleben vom Aussichtsturm: Rathaus, Kirchen, Schule, beide Mühlen, Saalebrücke, Werft, Schleuse

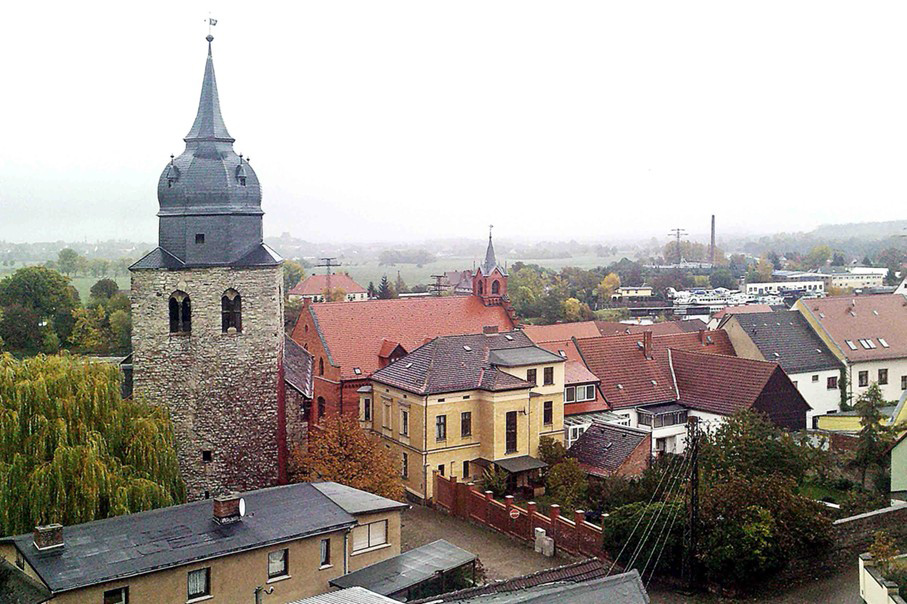
Stadtkirche St. Cäcilie in Alsleben, daneben ehemaliges Pfarrhaus (gelb) sowie Rathaus mit Turm

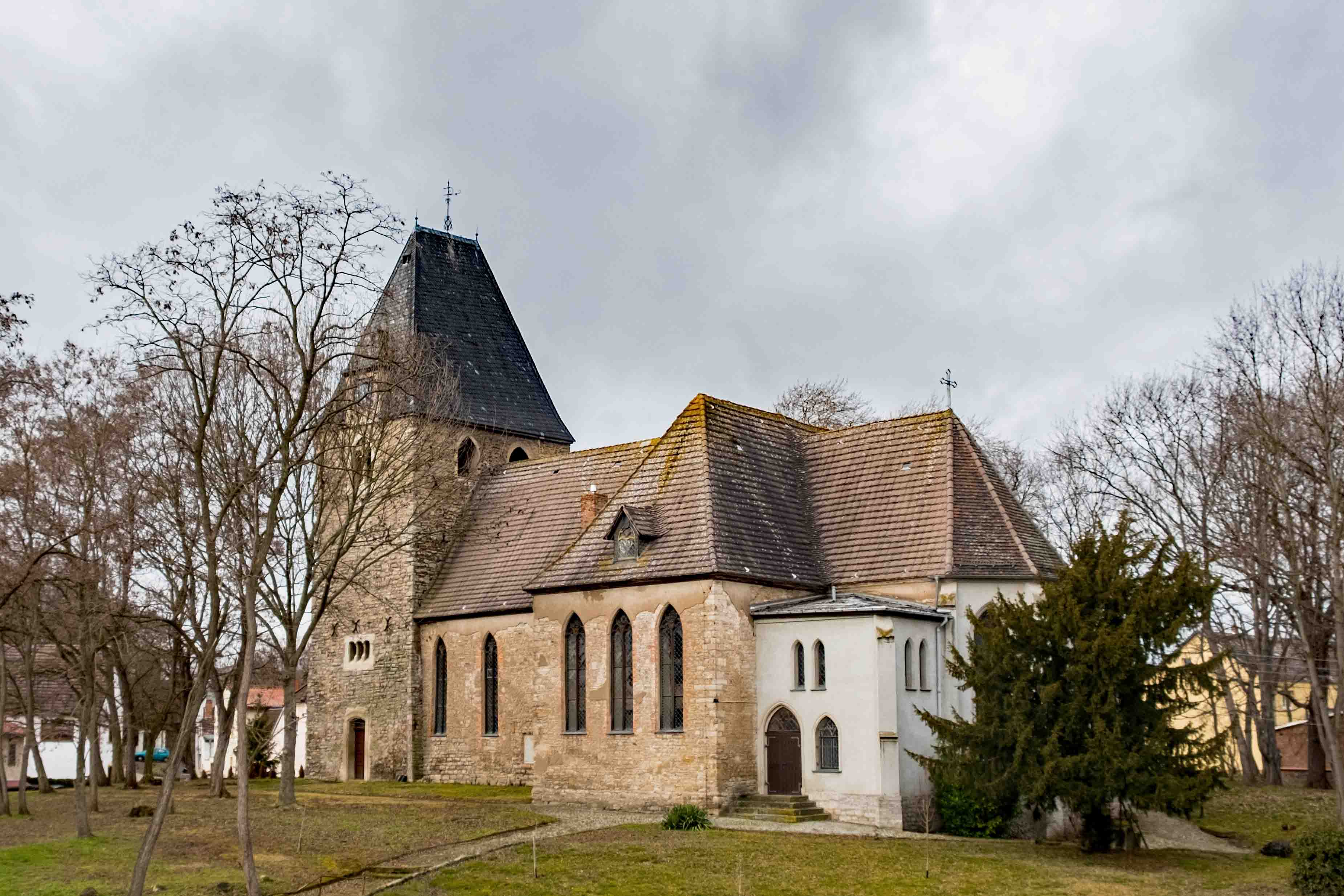
Dorfkirche St. Johannes und St. Gertrud in Alsleben

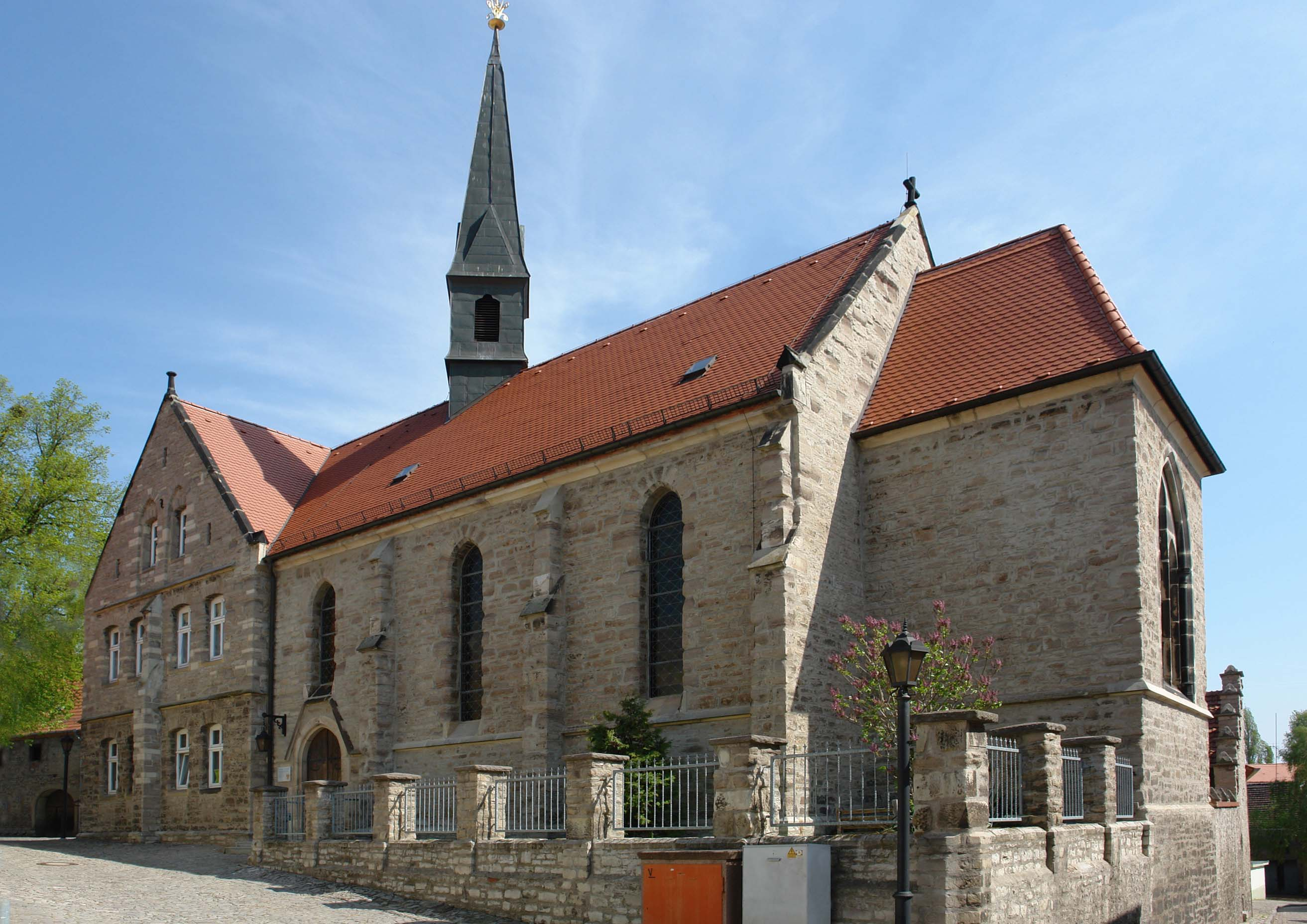
Katholische Kirche St. Elisabeth in Alsleben

Alsleben verfügt über eine neue Grundschule mit den zugehörigen Nebeneinrichtungen zur Vorschulbetreuung einschließlich Kita sowie für sportliche Betätigungen. Zusätzlich zu Turngarten und Sportplatz existiert auch ein Freibad, das 1954 erbaut wurde. Das Hochwasser der Saale vom Juni 2013 beschädigte das Bad schwer; es entstand Sachschaden von rund 130.000 Euro. Die Wiedereröffnung des sanierten Bades erfolgte am 21. Mai 2016, nachdem die Saalemühle Alsleben GmbH als Sponsor eingesprungen war.
Entlang an Sportplatz und Freibad führt der nach der Wiedervereinigung neu erschaffene Saaleradwanderweg. Nach Süden erstreckt sich als Erhebung längs der Saale der bewaldete „Kringel“ mit seinen Spazier- und Wanderwegen, auf dessen höchstem Punkt sich ein restaurierter, besteigbarer Aussichtsturm mit äußerem Umlauf befindet („Wasserturm“). Dieser ermöglicht einen weiten Rundumblick: nach Süden in Richtung Halle (Saale) bis zum Petersberg, nach Norden Bernburg mit seinen charakteristischen Türmen unmittelbar zu sehen, in westlicher Richtung liegt der Unterharz als Mittelgebirge, an dessen Horizont bei guter Sicht auch der Brocken erkennbar ist.
Alsleben besitzt drei historische Kirchengebäude für evangelische und katholische Christen: die Stadtkirche St. Cäcilie (geschlossen), die Dorfkirche St. Johannes und St. Gertrud und die katholische Kirche St. Elisabeth.
Weiterhin sind in Alsleben mehrere zeitgemäße Senioreneinrichtungen vorhanden.
Der Heimatverein Alsleben an der Saale e. V. wurde 1991 gegründet. Seit 1992 gibt er Verein die Heftreihe Civitas Alslebiensis mit regelmäßig vier Heften pro Jahrgang heraus, worin er insbesondere auch über die mehr als 1000-jährige Stadtgeschichte informiert. Die Nachfolge als Vorsitzender hat Gerhard Müller übernommen.

## Partnerschaft
Die Partnergemeinde der Stadt Alsleben ist Rhauderfehn im südlichen Ostfriesland.

## Persönlichkeiten

### Ehrenbürger

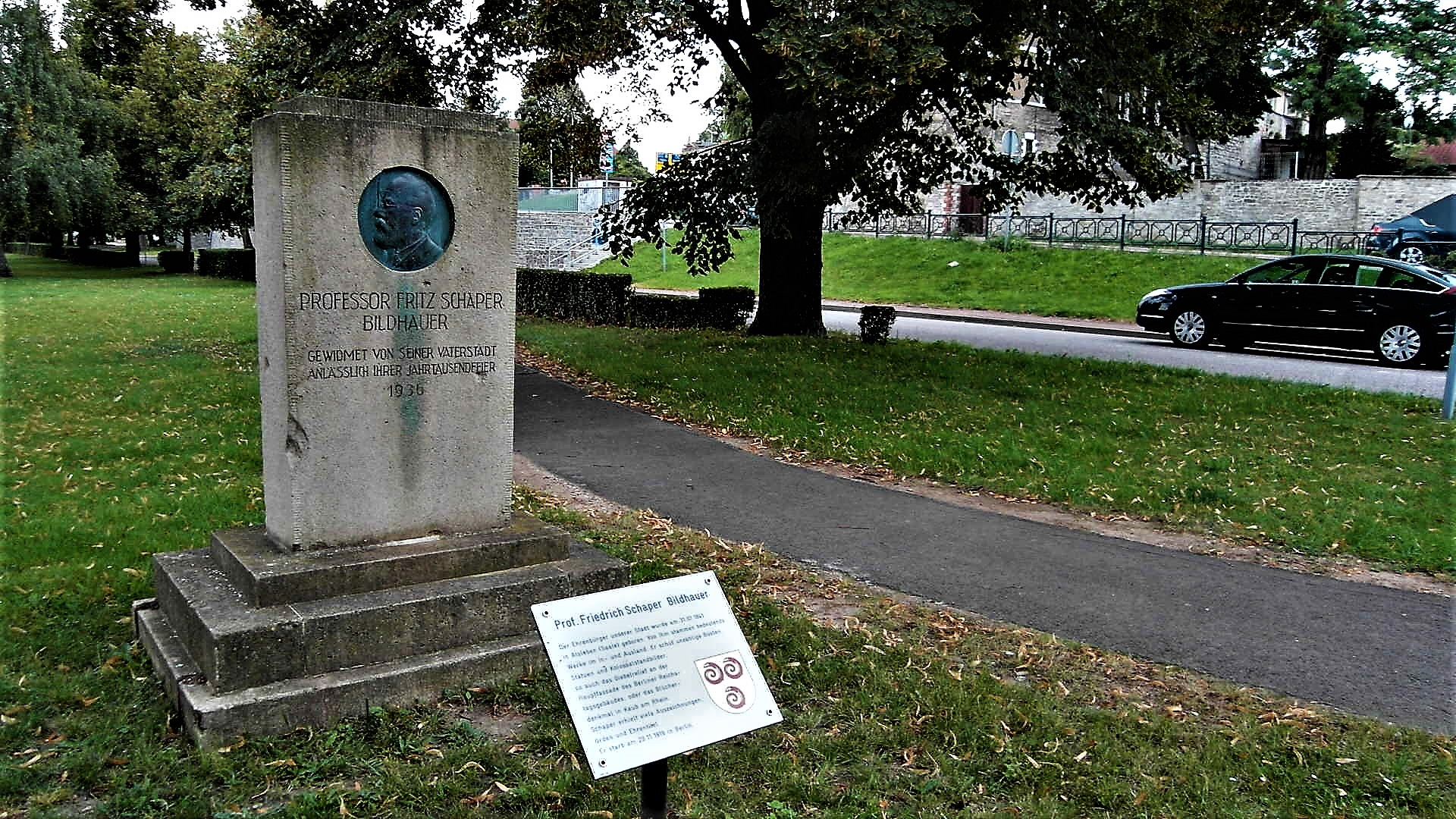
Fritz-Schaper-Denkmal gewidmet von seiner Vaterstadt anlässlich ihrer Jahrtausendfeier 1936 (im Hintergrund Teile des ehemaligen Schlossbezirkes)

- Fritz Schaper (1841–1919), Bildhauer und Professor, geboren in Alsleben
- Ludolf-Hermann von Alvensleben (1901–1970), Politiker (NSDAP), anlässlich der 1000-Jahr-Feier 1936
- Brigitte Haberland, Ortschronistin

### Söhne und Töchter der Stadt
- Johann Konrad Rätzel (1672–1754), Apothekenlaborant, Ostasienreisender
- Friedrich Wilhelm Jungius (1771–1819), erster deutscher Ballonfahrer, 1805 Fahrt mit Wasserstoffballon
- Julius Arndt (1820–1888), evangelischer Pfarrer und Kirchenlieddichter
- Fritz Schaper (1841–1919), Bildhauer und Professor, u. a. Schöpfer des Reliefs im Giebel des Reichstagsgebäudes in Berlin
- Johann Friedrich Ahlfeld (1843–1929), Mediziner / Gynäkologe
- Adolf Barth (1852–1936), Mediziner
- Hedwig Burgheim (1887–1943), Pädagogin, als Jüdin Opfer des Holocaust in Auschwitz
- Richard Jügler (1889–nach 1941), Journalist und Hauptschriftleiter
- Wolfgang Herrmann (1904–1945), nationalsozialistischer Bibliothekar
- Hermann Herz (1908–1978), SS-Führer und Gestapobeamter, geboren im Ortsteil Gnölbzig
- Otto Gerhard Müller (1924–1992), Keramik-Designer und Trickfilm- und Puppengestalter

### Personen mit Bezug zum Ort
- Johann Carl Friedrich Trimpler (1795–1860), langjähriger Schifffahrtsdirektor in Alsleben, Gründer und Leiter einer der bedeutendsten Schiffer-Sozietäten in Mitteldeutschland, geehrt mit der „Karl-Trimpler-Straße“ (an der Dorfkirche)
- Friedrich Ahlfeld (1810–1884), lutherischer Theologe und beliebter volkstümlicher Prediger und Autor, Pfarrer in Alsleben
- Theodor Siebert (1866–1961), Trainer für Kraftsport, gründete 1896 in Alsleben eine Körperschule, die er bis 1913 leitete; hier wurde er 1906 vom Korvettenkapitän Felix Graf von Luckner konsultiert, der seine enormen Handkräfte weiter stärken wollte, die es ihm ermöglichten, Telefonbücher zu zerreißen und Münzen zu verbiegen.[42]
- Werner Kriesel (1941–2022), Ingenieur, Professor für Automatisierungstechnik in Leipzig und Merseburg, Pionier der Industriellen Kommunikationstechnik

## Belege
1. ↑  Statistisches Landesamt Sachsen-Anhalt, Bevölkerung der Gemeinden – Stand: 31. Dezember 2024 (Fortschreibung auf Basis des Zensus 2022) (Hilfe dazu).
2. ↑  Matthäus Merian: Topographia Saxoniae Inferioris (Frankfurt, 1653); Seite 22 (books.google.de)
3. ↑  Heinz Zschäckel: Die Poplitzer Linie derer von Krosigk. In: Civitas Alslebiensis Alsleben/Saale e. V. – Heimatverein Alsleben an der Saale, Jahrgang 1992, Heft 2, S. 35–38.
4. ↑  Anni Kloß: Zur Erinnerung an Heinrich Ferdinand von Krosigk. In: Civitas Alslebiensis Alsleben/Saale e. V. – Heimatverein Alsleben an der Saale, Jahrgang 2013, Heft 24, S. 21–24.
5. ↑  Die Mediatstadt Alsleben im Buch „Geographie für alle Stände“, S. 122
6. 1 2  Alsleben im Sachsen-Anhalt-Wiki (Memento vom 17. August 2015 im Internet Archive)
7. ↑  Das Amt Alsleben im Buch „Geographie für alle Stände“, S. 129
8. ↑  Der Mansfelder Seekreis im Gemeindeverzeichnis 1900
9. ↑  Bernhard Gremler: Unterirdische Gänge am Schloss zu Alsleben. In: Civitas Alslebiensis Alsleben/Saale e. V. – Heimatverein Alsleben an der Saale, Jahrgang 1992, Heft 1.
10. ↑  Alsleben auf gov.genealogy.net
11. ↑  Vgl. Stadt Alsleben (Hrsg.): Stadt Alsleben. 1030jähriges Stadtjubiläum (973–2003). 11 Jahre Städtebauliche Sanierung im ländlichen Bereich (1992–2003). Faltblatt, Stadt Alsleben, März 2003; PDF-Dokument, abgerufen am 9. April 2011.
12. ↑  Stadtrat Alsleben. Abgerufen am 25. Januar 2021.
13. ↑  Vortrag von Hermann Größler. In: Mansfelder Blätter. Jg. 1902, S. 1953.
14. ↑  Auszug aus einem Schriftwechsel mit dem Rat des Kreises Bernburg vom 19. Januar 1983.
15. ↑  Brigitte Haberland: Der Alslebener Schleusenbau. In: Civitas Alslebiensis Alsleben/Saale e. V. – Heimatverein Alsleben an der Saale. Jahrgang 2008, Heft 19, S. 37–49.
16. ↑  Bernhard Gremler: Alsleben und die Saaleschiffahrt. Teil I: Ein Blick zurück. In: Civitas Alslebiensis Alsleben/Saale e. V. – Heimatverein Alsleben an der Saale. Jahrgang 1992, Heft 1.
17. ↑  Bernhard Gremler: Alsleben und die Saaleschiffahrt. Teil II: Die Saale als Wasserstraße. In: Civitas Alslebiensis Alsleben/Saale e. V. – Heimatverein Alsleben an der Saale. Jahrgang 1992, Heft 2, S. 40–46.
18. ↑  Bernhard Gremler: Schiffe an der Kette. Ein Rückblick auf die Kettenschleppschifffahrt auf der Saale. In: Civitas Alslebiensis Alsleben/Saale e. V. – Heimatverein Alsleben an der Saale. Jahrgang 2009, Heft 20, S. 5–10.
19. ↑  Gerhard Zieglgänsberger, Anni Kloß: Ein Junge als Zeitzeuge - Der Lyradurchstich. In: Civitas Alslebiensis Alsleben/Saale e. V. – Heimatverein Alsleben an der Saale. Jahrgang 2009, Heft 20, S. 11–21.
20. ↑  Peter Kluge: „Schifferstadt“ der Vorname von Alsleben. In: Civitas Alslebiensis Alsleben/Saale e. V. – Heimatverein Alsleben an der Saale. Jahrgang 2013, Heft 24, S. 6–11.
21. ↑   Fahrgastschiff Händel II
22. ↑  Vereinsleben des Schifferverein (Memento vom 6. November 2016 im Internet Archive)
23. ↑  Ottomar Träger: Wassermühlen im unteren Saaletal. Beiträge zur Mühlenchronik an der unteren Saale. Die Wassermühlen Alsleben, Bernburg, Nienburg, Calbe. Herausgegeben von den Vereinigten Mühlenwerken VEB Saalemühlen Bernburg. Volksdruckerei, Bernburg 1969, 165 S.
24. ↑  Website der Saalemühle Alsleben. Saalemühle Alsleben GmbH, abgerufen am 8. August 2025.
25. ↑  Anni Kloß, Gerhard Zieglgänsberger: Oh, süße Sünde … Zucker! In: Civitas Alslebiensis Alsleben/Saale e. V. – Heimatverein Alsleben an der Saale. Jahrgang 2008, Heft 19, S. 25–29.
26. ↑  Bernhard Gremler: Der Saaleübergang bei Alsleben in Historie und Gegenwart. In: Civitas Alslebiensis Alsleben/Saale e. V. – Heimatverein Alsleben an der Saale, Jahrgang 2010, Heft 21, S. 7–22.
27. ↑  Anni Kloß, Gerhard Zieglgänsberger: Fahrschüler – damals. In: Civitas Alslebiensis Alsleben/Saale e. V. – Heimatverein Alsleben an der Saale, Jahrgang 2007, Heft 18, S. 15–22.
28. ↑  Friedrich Standfuß: Die Saale-Brücke in Alsleben - Dokumentation der Baugeschichte. Tagungsband 10. Dresdner Brückenbausymposium 1998, S. 39–63.
29. ↑  Brigitte Haberland: Straßen, Häuser, Menschen und Schicksale. In: Civitas Alslebiensis Alsleben/Saale e. V. – Heimatverein Alsleben an der Saale, Jahrgang 1992, Heft 1.
30. ↑  Brigitte Haberland: Straßen, Häuser, Menschen und Schicksale. In: Civitas Alslebiensis Alsleben/Saale e. V. – Heimatverein Alsleben an der Saale, Jahrgang 2000, Heft 12, S. 2–14.
31. ↑  Sigrid Skudlik: Die „Menschheits-Diener“ in weißen Kitteln. In: Civitas Alslebiensis Alsleben/Saale e. V. – Heimatverein Alsleben an der Saale, Jahrgang 2010, Heft 21, S. 48–50.
32. ↑  Sigrid Skudlik mit Apothekerin Fege: Die Apotheke im Wandel der Zeiten. In: Civitas Alslebiensis Alsleben/Saale e. V. – Heimatverein Alsleben an der Saale, Jahrgang 2010, Heft 21, S. 45–47.
33. ↑  Brigitte Haberland: Das ehemalige Landambulatorium Alsleben. In: Civitas Alslebiensis Alsleben/Saale e. V. – Heimatverein Alsleben an der Saale, Jahrgang 2001, Heft 13, S. 15–23.
34. ↑  Sigrit Skudlik: „Tante Irmchen“ erzählt. In: Civitas Alslebiensis Alsleben/Saale e. V. – Heimatverein Alsleben an der Saale, Jahrgang 2009, Heft 20, S. 49–56.
35. ↑  Sigrid Skudlik: „Gott zur Ehr, dem Nächsten zur Wehr“ – Die Feuerwehr Alsleben begeht 2013 ihr 140-jähriges Jubiläum. In: Civitas Alslebiensis Alsleben/Saale e. V. – Heimatverein Alsleben an der Saale, Jahrgang 2013, Heft 24, S. 13–19.
36. ↑  Brigitte Haberland: Straßen, Häuser, Menschen und Schicksale. In: Civitas Alslebiensis Alsleben/Saale e. V. – Heimatverein Alsleben an der Saale, Jahrgang 2001, Heft 13, S. 9.
37. ↑  Manfred Brien: Evangelische Kirchgemeinde Alsleben. In: Civitas Alslebiensis Alsleben/Saale e. V. – Heimatverein Alsleben an der Saale, Jahrgang 1992, Heft 2, S. 12–14.
38. ↑  Gerhard Wagner: Zuwanderer in Alsleben. Die Entstehung der kath. Gemeinde. In: Civitas Alslebiensis Alsleben/Saale e. V. – Heimatverein Alsleben an der Saale, Jahrgang 1992, Heft 2, S. 30–33.
39. ↑  Gerhard Ulrich: Vorwort (zum ersten Heft). In: Civitas Alslebiensis Alsleben/Saale e. V. – Heimatverein Alsleben an der Saale, Jahrgang 1992, Heft 1.
40. ↑  1991–2011. 20 Jahre Heimatverein Alsleben/Saale e. V. (Fotobüchlein). Redaktion/Text/Fotos: Heimatverein Alsleben an der Saale e. V., Satz & Druck: Medienwerkstatt Bernburg 2011.
41. ↑  Gerhard Müller: Nachruf für Gerhard Ulrich; Vorwort. In: Civitas Alslebiensis Alsleben/Saale e. V. – Heimatverein Alsleben an der Saale, Jahrgang 2011, Heft 22, S. 4–5.
42. ↑  Brigitte Haberland: Graf Luckner in Alsleben. In: Civitas Alslebiensis Alsleben/Saale e. V. – Heimatverein Alsleben an der Saale, Jahrgang 2007, Heft 18, S. 69–70.